# Christianisme à Besançon
Vous lisez un « bon article » labellisé en 2010.
Pour un article plus général, voir histoire du christianisme en France.

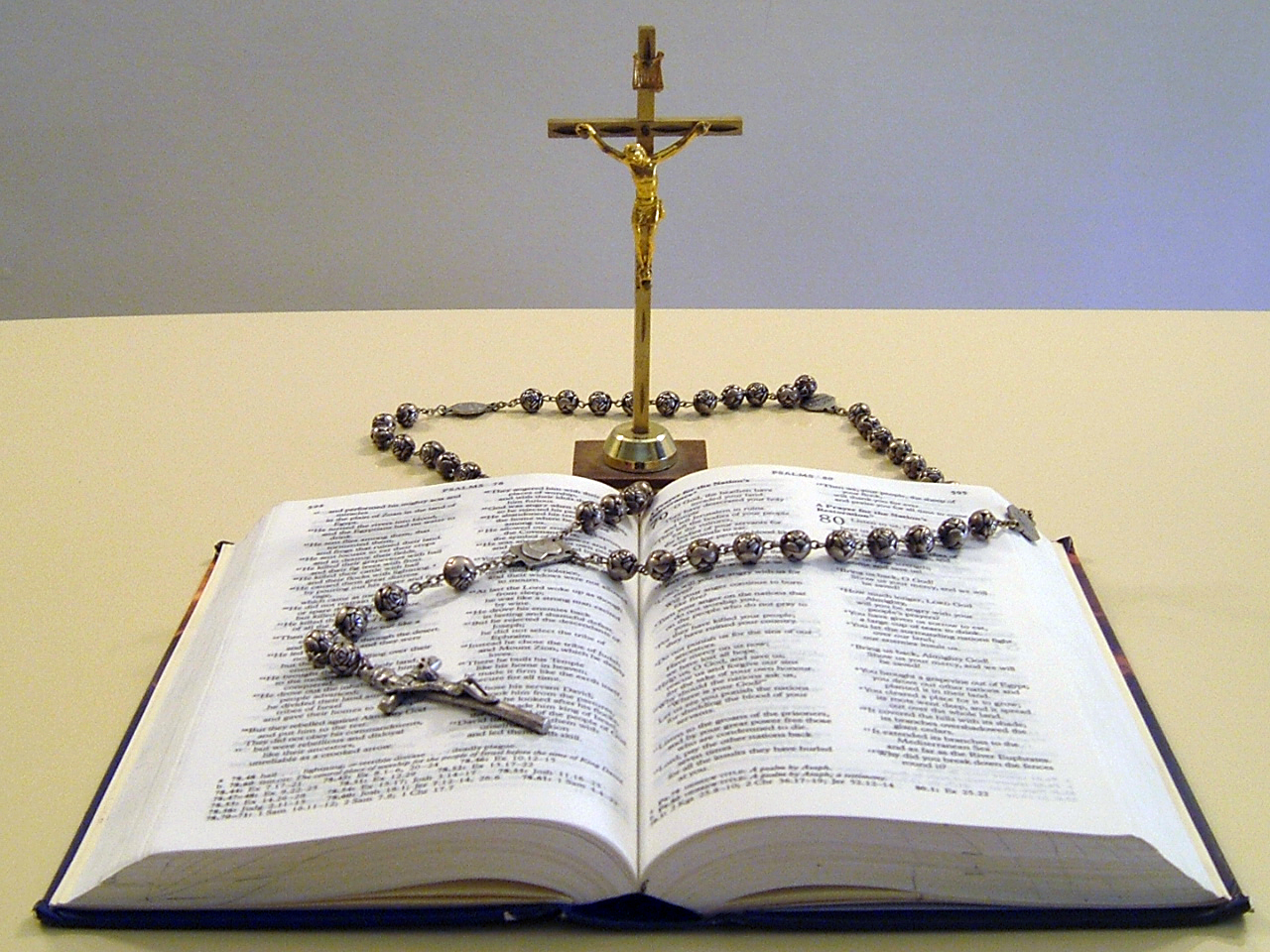
La Bible, l'un des piliers du christianisme.

Le christianisme à Besançon apparaît au IIIe siècle, période durant laquelle, selon la tradition, les martyrs Ferjeux et Ferréol ont évangélisé la ville et sa région. Toutefois le supplice et l'exécution de ces deux figures du christianisme gallo-romain sont aujourd'hui tenus par certains historiens comme une invention de l'Antiquité tardive, l'ancienne Séquanie gallo-romaine ne se convertissant progressivement au christianisme qu'à partir du IVe siècle,. La première mention d'un évêque de la ville remonte à 346, mais des documents mentionnent des religieux en fonction dans la capitale comtoise dès le milieu du IIIe siècle, époque où fut probablement construite la première église franc-comtoise, sur le site de l'actuelle cathédrale Saint-Jean.
D'autres édifices sont construits par la suite et jusqu'au XVIIIe siècle, tels que l'église Saint-Maurice, l'église Notre-Dame ou encore l'abbaye Saint-Paul. Au XVIIIe siècle sont édifiées l'église Sainte-Madeleine, l'église Saint-Pierre ainsi que de nombreuses autres chapelles et églises.
Aujourd'hui l'archidiocèse de Besançon compte 67 paroisses (ou unités pastorales), regroupées en 13 doyennés représentant 1 010 communes. Actuellement, Besançon connaît, comme un grand nombre d'autres villes françaises et européennes, une baisse du taux de fréquentation de ses églises, et du nombre de fidèles pratiquants au sein de sa communauté chrétienne.

## Historique

### L'ancienne cité des Séquanes
Les Séquanes étaient l'un des peuples gaulois de l'Est de la Gaule, qui s'opposaient à leurs voisins Éduens au sud-ouest. Si la Saône figure dans les écrits de César sous le nom d'Arar, il est probable que le terme sequana soit l'appellation primitive de la rivière (la même forme étant aussi à l'origine du nom de la Seine). 
Étymologiquement, les Séquanes se nomment « ceux de la déesse Séquana » ou « ceux de la Seine », ce qui n'implique pas nécessairement qu'ils occupaient, avant les mouvements de population du IIIe siècle av. J.-C., les abords de ce fleuve, d'autant que le nom de « Seine » désignait peut-être plus la divinité que le fleuve qui lui était consacré : Su-ik-wana en celte désigne « la bonne source (ou donneuse) d'eau », par opposition à Ik-wana, qui a donné « Yonne », qui, elle, n'est pas qualifiée de « bonne ».

### Les débuts du christianisme en Franche-Comté
Selon la tradition, rapportée en particulier par Grégoire de Tours, l'évangélisation de la Franche-Comté est due à saint Ferjeux et son frère saint Ferréol, envoyés en mission par Irénée de Lyon. À la suite de leur réussite inespérée, la première église mère, l'actuelle cathédrale Saint-Jean, aurait été fondée au cœur d'un futur quartier capitulaire à Besançon. Les historiens s'accordent toutefois aujourd'hui à ne pas reconnaître l'historicité de ce récit. Ainsi, selon Yves Jeannin, les saints martyrs de Besançon, Ferréol et Ferjeux, sont sans doute une invention de l’évêque Amantius et de son entourage, vers 500, pour répondre aux aspirations de son temps.
Après la conversion de Constantin, un diocèse est formé dans le courant du IVe siècle, des évêques sont nommés et des églises bâties un peu partout en Franche-Comté et notamment à Besançon. C'est alors l'expansion du christianisme en Franche-Comté, une progression qui ne cesse pas pendant plus de 17 siècles, jusqu'au milieu du XXe siècle.

#### L'évangélisation de saint Ferjeux et de saint Ferréol

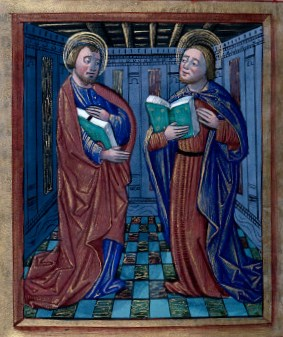
Ferréol et Ferjeux, enluminure du XV.

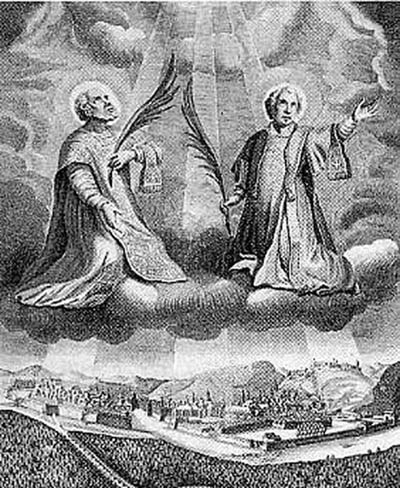
Saint Ferréol et saint Ferjeux.

Selon la tradition, le diacre Ferjeux (ou Fargeau) et son frère, ou ami, le prêtre Ferréol sont tous deux originaires d'Asie Mineure et ont été convertis au christianisme par saint Polycarpe, évêque de Smyrne dans la Turquie actuelle, avant d'étudier à Athènes en Grèce. Leurs études achevées, à la fin du IIe siècle, on les retrouve dans la ville de Lyon en France, où l'évêque saint Irénée, après les avoir ordonnés prêtre et diacre, les envoie fonder l'église catholique romaine de Vesontio (« Besançon » en latin) et évangéliser la Séquanie gallo-romaine,,,.
Ils s'installent dans une grotte, sur le site actuel de la commune de Saint-Ferjeux, d'où ils mènent leur activité durant une trentaine d'années, élargissant leur action petit à petit, avant de subir le martyre et d'être décapités le 10 juin d'une année du règne d'Aurélien selon le récit de leur passion, sur ordre du gouverneur romain Claude, date parfois corrigés par les auteurs modernes en 10 juin 212. Des martyrologes décrivent longuement les interrogatoires ainsi que les supplices auxquels les deux frères sont soumis : ils ont la langue coupée pour avoir continué à prêcher leur foi, et sont torturés via trente alênes enfoncées dans tout le corps ; ils sont finalement décapités, puis ensevelis dans leur grotte. On a pu penser d'ailleurs que le nom de Ferréol venait de ferre (conservé en italien, sous la forme de Ferruccio) à cause des alênes en ferraille. Le Romain Claude, qui semble être le gouverneur de la Séquanie, aurait ordonné l'exécution des deux évangélisateurs à la suite de la conversion de sa femme au christianisme, et voyant dans leurs activités chrétiennes une source de trouble public,.
Cependant, toujours selon la tradition, leur objectif est atteint : la Franche-Comté est peu à peu évangélisée et l'Église bisontine commence à s'organiser, notamment avec la fondation d'une église-mère, l'arrivée de prêtres et la nomination d'évêques. Peu après la mort de saint Ferjeux et de saint Ferréol, on érige l'église de Saint-Ferjeux en leur honneur, et le nom de l'actuel quartier de Saint-Ferjeux est incontestablement dû à l'un des deux saints.
Au XXe siècle, les recherches philologiques, archéologiques et historiques remettent en cause la véracité de ces récits qui sont tenus aujourd'hui pour imaginaires,. Les origines du christianisme à Besançon sont en fait obscures et les plus anciens récits sur Ferréol et Ferjeux comportent des invraisemblances : en particulier le fait de situer leur martyre sous Aurélien est peu vraisemblable pour des disciples présumés d'Irénée, lequel est mort en 202. Le premier évêque connu à Besançon est Pancharius en 346 et le second Chélidonius en 444. Au VIe siècle, la liste épiscopale s'étoffe avec Amantius entre 487 et 515, Claudius vers 517, Urbicus en 549 et Tetradius dans les années 550-560 puis Silvester dans les années 580 dont l'épitaphe est encore visible dans la crypte de la basilique de Saint-Ferjeux. À cette date, comme en témoigne Grégoire de Tours, la tradition des martyrs de Ferréol (Ferreolus) et Ferjeux (Ferrucio) est bien vivante et fixée, et leur tombeau passe pour être producteur de miracles. La Passion de Ferréol et de Ferjeux, en tant que récit, doit dater des environs de l'an 500. Elle est elle-même en fait un décalque d'une passion perdue des martyrs de Valence, Félix, Fortunat et Achillée qui passaient, comme Ferréol et Ferjeux, pour des disciples d'Irénée. Elle est imitée par celle de saint-Bénigne de Dijon.

La Passion de Ferréol et Ferjeux contient toutefois des indications purement locales : les clous enfoncés dans les articulations du corps - les alênes - et la décapitation. C'est vers 370 que l'évêque Anianus aurait retrouvé les corps des deux saints martyrs et reconnu leur statut de martyrs en raison des clous qui étaient enfoncés dans leur crâne. Diverses indications montrent que les individus inhumés appartenaient à un cimetière public, la présence des clous renvoyant à des pratiques funéraires qui ne concernent pas les persécutions chrétiennes et sont connues par ailleurs,, notamment au cimetière de la Viotte à Besançon. Selon Yves Jeannin, c'est à Amantius qu'il faudrait attribuer, vers 500, l'invention des reliques. Au regard des recherches historiques les plus récentes, « il se confirme que la Passion de Ferréol et Ferjeux est purement imaginaire ». Le récit de l'invention des reliques renvoie sans doute à des réalités du début du VIe siècle, à un moment où les communautés chrétiennes s'affirmaient et se donnaient une identité locale. Il est aujourd'hui difficile de déterminer les étapes de la mise en place du christianisme dans la région de Besançon et dans les régions voisines à la fin de l'Antiquité et au début du haut Moyen Âge. Selon L. Joan, « On considère généralement que cette nouvelle religion se heurtant au polythéisme gallo-romain s'est établie en Gaule en deux vagues successives, l'une à la fin de la période romaine par l'intermédiaire d'évangélisateurs comme saint Martin, l'autre vers la fin de l'époque mérovingienne également sous l'impulsion d'une nouvelle génération de missionnaires au premier rang desquels figure l'Irlandais Colomban » et pour Robert Turcan, « L'évangélisation des Séquanes est venue par le sud et probablement par le couloir rhodanien, mais l'indigence des données n'autorise aucune induction ferme.».

#### La fondation de l'église mère

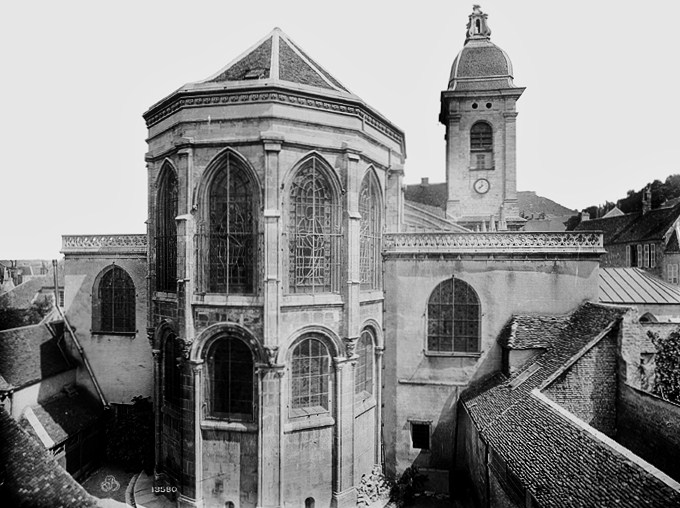
Vue de l'abside et du clocher de la cathédrale Saint-Jean en 1893.

Le premier évêque véritablement connu de la ville est attesté en 346 : il s'agit de Pancharius, bien qu'un catalogue épiscopal le nomme en sixième place, situant le premier évêque de Besançon, Linus, vers le milieu du IIIe siècle. La cité disposait d'une église où siégeaient les évêques, mais peu de renseignements nous sont parvenus de cette époque ; seul le témoignage de l'empereur romain Julien en 360 atteste l'existence de lieux de culte : « la cité est belle et grande, ornée de temples magnifiques ». Une autre preuve viendrait étayer l'hypothèse d'une église romaine : un sondage de l'édifice datant de 1863 pratiqué près du haut de la nef, fait apparaître la présence « d'énormes pierres de Vergenne ayant, semble-t-il, servi de fondation à des édifices romains ». Cette église devait être nommée Saint-Étienne, comme il était coutumier de le faire (en effet l'église principale était appelée Saint-Étienne, la seconde Sainte-Marie et les baptistères généralement Saint-Jean). En 590, La Vie de saint Colomban parle d'un miracle qui se serait produit à l'ecclésial de Besançon, sans plus de précisions quant au lieu exact,. L'édifice subit plusieurs remaniements importants, notamment à l'époque carolingienne ainsi qu'aux IXe siècle, XIe siècle, XIIe siècle et au XVIIe siècle. Durant le Moyen Âge, un important conflit oppose le chapitre de Saint-Jean à celui de Saint-Étienne quant à la légitimité du statut d'église-mère pour la cathédrale Saint-Jean, empoisonnant considérablement la vie du clergé bisontin.

#### L'organisation de la communauté

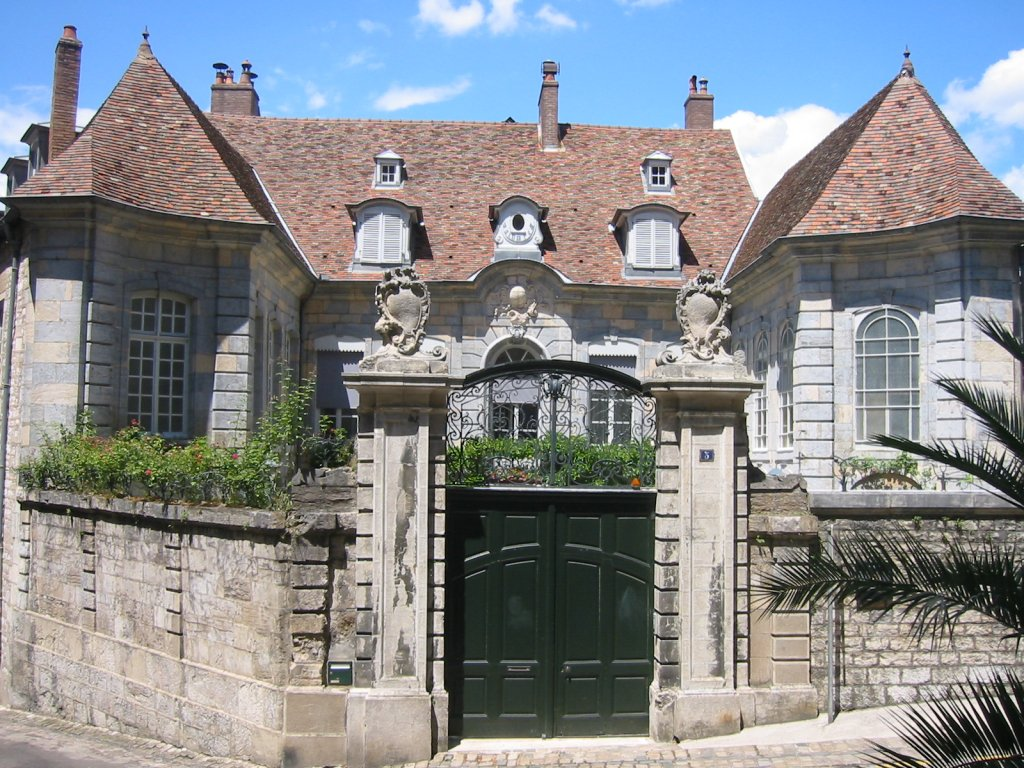
L'archevêché de Besançon.

Circonscriptions catholiques françaises depuis 2002.

Créé à partir du IVe siècle, le diocèse de Besançon à ses débuts est très mal connu, en particulier après la chute de l'Empire romain, pendant la période dite des grandes invasions barbares lorsque les Burgondes et les Alamans envahissent la Séquanie. La christianisation des campagnes est encore plus mal connue que l'évolution de la ville ; toutefois un certain nombre d'églises semblent alors s'ériger à proximité d'anciennes implantations romaines. Au VIe siècle Besançon est visité par saint Colomban. Le monachisme commence à s'implanter et se développe au fil du Haut Moyen Âge. Le diocèse se réorganise au début du VIIe siècle avec les rois catholiques Francs mérovingiens qui chassent ou intègrent en plusieurs siècles les barbares de France sous la directive des papes catholiques d'Occident[source insuffisante]. Durant la période carolingienne féodale, les comtes de Bourgogne disposent pratiquement du pouvoir et du siège des archevêques, bien que ces derniers soient alors des personnages importants. Les abbayes nouvelles, surtout cisterciennes, se multiplient : elles sont les principaux foyers de résistance du schisme épiscopal de l'empereur germanique catholique Frédéric Barberousse, suzerain de la Franche-Comté et de l'archevêché de Besançon. Du XIIIe siècle au XVIe siècle, lors de la réforme protestante, les institutions catholiques se dégradent. La politique des souverains et du Parlement aide au maintien de la foi traditionnelle.
Le diocèse de Besançon coïncide pratiquement durant tout l'Ancien Régime avec le comté de Bourgogne (ou Franche-Comté y compris le comté de Montbéliard). Le diocèse d’Ancien Régime est supprimé en 1790 et il est remplacé, en vertu de la Constitution civile du clergé, par trois diocèses qui correspondent aux départements du Doubs, de la Haute-Saône et pour partie du Jura. Besançon est alors une métropole dont dépendent les diocèses des Bas-Rhin, Haut-Rhin, Côte d'Or, Haute-Marne, Haute-Saône, Jura et Vosges. En vertu du Concordat de 1801, l'archidiocèse est restauré et correspond aux limites des départements du Doubs, de la Haute-Saône et du Jura (jusqu'à la recréation du diocèse de Saint-Claude en 1823, suffragant de Lyon). L'archidiocèse de Besançon a alors pour suffragants Dijon et Autun (précédemment dépendant de Lyon, auquel ils retournèrent sous la Restauration), Metz, Nancy-Toul, et Strasbourg, ces trois derniers précédemment suffragants de l'archidiocèse allemand de Trèves. À la suite de la guerre franco-prussienne de 1870, le Territoire de Belfort, resté français, est détaché de l'évêché de Strasbourg et intégré à l'archidiocèse de Besançon. Celui-ci comprend alors les trois départements du Doubs, de la Haute-Saône et du Territoire de Belfort. Par la bulle pontificale du pape Jean-Paul II du 3 novembre 1979, le Territoire de Belfort, le Pays de Montbéliard et le canton d'Héricourt dans la Haute-Saône sont détachés du diocèse de Besançon pour constituer un nouveau diocèse autonome, le diocèse de Belfort-Montbéliard.

### Du Moyen Âge à l'Époque moderne
Au Moyen Âge, le traitement est différent selon les secteurs de la ville ; en effet, les villages de Velotte et de Bregille sont propriétés de l'archevêché de Besançon, et les secteurs de Saint-Ferjeux et de Valentin sont fortement taxés par le clergé franc-comtois. Seuls les habitants de Besançon intra-muros (le secteur historique et Battant) sont considérés comme citoyens de Besançon et, à ce titre, exonérés de toutes les taxes de l'archevêché. Quant aux autres secteurs de la cité ou de son agglomération, rares sont les renseignements pertinents, on sait seulement qu'une partie de Planoise fut, au XVe siècle et jusqu'à une date inconnue, propriété de l'archevêché.
Durant cette époque, un violent conflit oppose deux églises du diocèse de Besançon : le chapitre de Saint-Jean au chapitre de Saint-Étienne. Ce dernier reproche à l'église de Saint-Jean de l'avoir spolié de son titre d'église-mère, remettant ainsi totalement en cause la légitimité de siège diocésain de la cathédrale. Ce conflit perdure jusqu'à ce que le chapitre de Saint-Étienne soit excommunié du diocèse de Besançon, mais une autre solution est apportée par la suite : la fusion des deux chapitres, mettant ainsi un terme à ce conflit qui a déchiré le clergé de la ville pendant plus de 150 ans.
Au cours des siècles, plusieurs communautés religieuses s'installent, le plus souvent dans l'agglomération elle-même. On peut mentionner l'ordre du Saint-Esprit fondé dans la capitale comtoise à partir du XIIIe siècle : dès cette époque est créé un hôpital qui, durant tout le Moyen Âge, accueillera malades, femmes enceintes, vieillards, voyageurs et orphelins. On peut également citer les jésuites qui dirigèrent un établissement religieux (actuel collège Victor-Hugo), du 26 mai 1597 jusqu'à la suppression de leur ordre en 1765 ou encore les sœurs de la Charité de Besançon, communauté fondée à la fin du XVIIIe siècle par Jeanne-Antide Thouret.

#### La querelle des chapitres

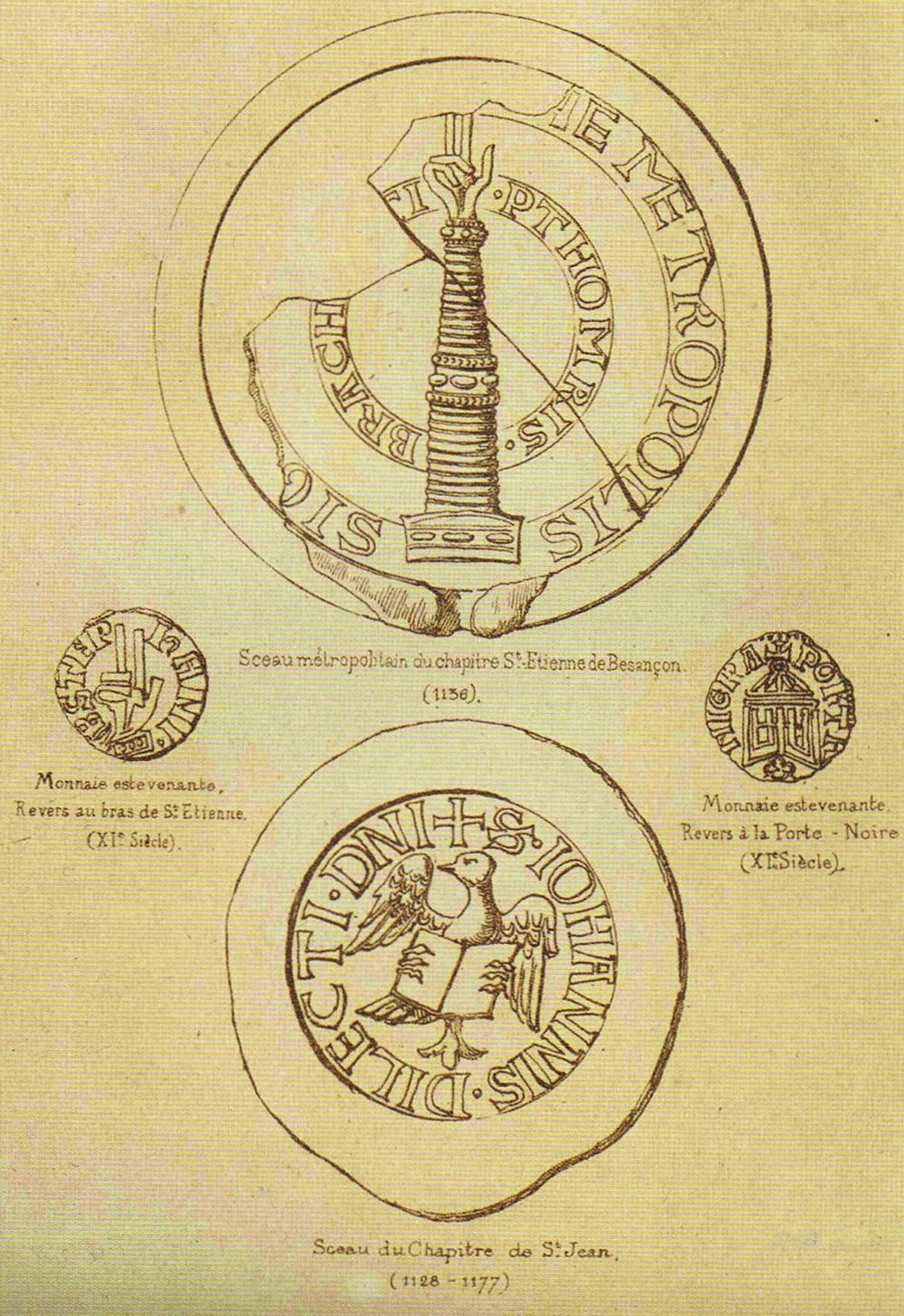
Les sceaux du chapitre de Saint-Étienne datant de 1156 et du chapitre de
Saint-Jean datant de 1128 à 1177. À leurs côtés est dessinée leur monnaie estevenante (dessins de 1880).

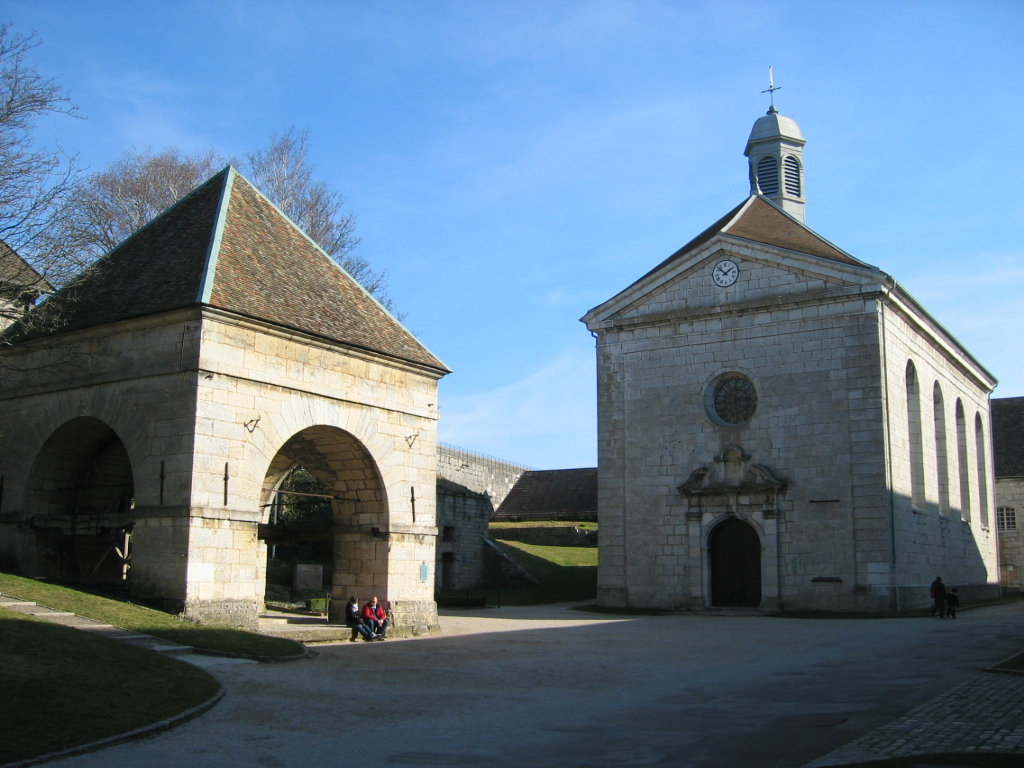
La chapelle de Saint-Étienne par Vauban, reconstruite après la démolition de l'église du chapitre de Saint-Étienne en 1674 permettant l'édification d'une citadelle.

Entre le XIIe siècle et le XIIIe siècle, un important débat est soulevé (connu sous le nom de querelle des chapitres) entre la cathédrale Saint-Jean et l'église Saint-Étienne de Besançon. L'archevêque Hugues de Salins, qui a remanié la cathédrale Saint-Jean, a également construit l'église Saint-Étienne (près de la citadelle de Besançon) de 1033 à 1050 sur les plans de Gautier. Hugues de Salins a par ailleurs instauré un chapitre qui devait coexister avec l'ancien chapitre de la cathédrale Saint-Jean située non loin, nommé chapitre de Saint-Jean et de Saint-Étienne. Les deux chapitres participaient à l'élection de l'archevêque et la liturgie assignait à chacun son rôle, mais Saint-Jean restait prioritaire.
Cependant, le chapitre de Saint-Étienne se plaint en 1092 d'être dépouillé de sa préséance, Saint-Étienne étant la véritable église mère du diocèse de Besançon. Son argument principal est que les plus anciens titres nommaient l'église Saint-Étienne. Cependant les arguments avancés n'arrivent pas à convaincre Hugues III, alors archevêque, qui rejette sévèrement cette prétention à la primauté. Les conflits reprennent de plus belle au point que le successeur de Hugues III, l'archevêque Ponce, doit démissionner en 1107 sous la pression, de plus en plus insoutenable au sein du diocèse. L'administration du diocèse de Besançon est alors confiée à Gui de Bourgogne, qui se range du côté de Saint-Jean, affirmant sa légitimité de siège ecclésiastique.
Gui de Bourgogne soutient par la suite son successeur Guillaume d'Arguel qui fait confirmer cette légitimité par le pape Pascal II en 1112. Pourtant, le chapitre de Saint-Étienne n'abandonne pas et saisit la cour de Rome pour juger quelle église doit être le siège ecclésiastique de Besançon et du diocèse. Il reçoit l'appui d'Henri V et Pascal II, exaspéré d'une telle situation, convoque un concile, qui se tient à Tournus. En 1115, ce dernier proclame le bon droit de Saint-Jean, mais un événement inattendu vient tout remettre en question : en effet, le pape Pascal II, circonvenu par les délégués de Saint-Étienne, désavoue son légat ainsi que le concile et prétexte un vice de forme pour prendre une nouvelle décision. C'est ainsi qu'en 1116, Saint-Étienne devient officiellement la maison-mère, faisant ainsi démissionner l'archevêque alors en place, un certain Guillaume.
L'élection du franc-comtois Gui de Bourgogne comme pape, sous le nom de Calixte II, vient une nouvelle fois retourner la situation. En effet, fervent défenseur de la légitimité en tant que siège ecclésiastique de la cathédrale Saint-Jean, il casse la décision de son prédécesseur le 10 mars 1121 et de nouveau le 19 mars 1122. Il dit en mars 1123, lors du grand concile romain :« Autant il est convenable à un successeur de garder les décisions légitimes de ses prédécesseurs, autant il se doit de réformer par des mesures salutaires leurs actes malheureux ». Le concile approuve d'une seule voix la reconnaissance officielle de la cathédrale Saint-Jean de Besançon comme maison mère et siège ecclésiastique du diocèse de la ville.
Le chapitre de Saint-Étienne, qui ne peut que s'incliner, essaie tout de même de reprendre de son éclat en la personne de l'archevêque Anseri. Cet archevêque concède à Pierre de Traves (qui était alors doyen de Saint-Étienne) ainsi qu'à tous ses successeurs la totalité des droits qui étaient les siens sur l'archidiaconé de Salins. Ce nouveau statut fait que l'archidiacre de Salins promet fidélité dorénavant au doyen de Saint-Étienne et non plus à l'archevêque de Saint-Jean, comme il se doit normalement. Cette libéralité hors norme est une nouvelle source de conflits. L'archevêque Herbert la voit d'un mauvais œil, réaffirme ses pleins droits et réclame l'hommage de l'archidiacre de Salins, et la mesure est par la suite annulée. Pourtant, de nouveaux conflits entre les deux églises éclatent de nouveau ; Saint-Étienne, se croyant exempt de toute autorité de l'archevêque, intente procès sur procès devant la cour de Rome et s'oppose systématiquement à tous les archevêques soutenus par Saint-Jean.
En 1238, le chapitre de Saint-Étienne est excommunié à cause de ses incessantes attaques contre la cathédrale Saint-Jean. Pourtant, l'abbé de Saint-Vincent, le prieur de Saint-Paul ainsi que six abbés du diocèse écrivent au pape Honorius III le suppliant de conserver les pleins droits de la cathédrale Saint-Jean. Voici un extrait de la lettre : « Prière de conserver à l'église de Saint-Jean-Évangéliste de Besançon la dignité de mère-église dont elle a joui de tout temps et dont elle jouit encore à l'exclusion de toutes les églises de la province ». Une solution radicale mais efficace est enfin apportée par l'archevêque Guillaume de la Tour entre 1253 et 1254 : la fusion des deux chapitres. Une négociation réunit les deux chapitres le 30 septembre 1253 et le pape Innocent IV ratifia officiellement cette décision le 1er août 1254. Un chronogramme indique cette date de 1253 : MATER eCCLesIa bIsvntIna.

#### Le village de Bregille
À partir du haut Moyen Âge, l'abbaye Saint-Martin de Bregille est fondée. La date précise de sa fondation est encore aujourd'hui très contestée, mais Bernard de Bregille, spécialiste de cette époque, appuie l'hypothèse que le bâtiment pourrait avoir été bâti dès le VIe siècle. En 870, l'abbaye est citée dans le traité de Mersen, traité par lequel Charles II le Chauve et Louis II de Germanie se partagent la Séquanie. Au XIIIe siècle, les bourgeois bisontins tentent de constituer la commune de Besançon, et s'opposent ainsi à l'archevêque de Besançon, qui entend garder ses pleins droits de souveraineté sur les terres de Bregille qui lui appartiennent alors. Un conflit éclate en 1232 quand les Bisontins interdisent aux Brégillots de s'approvisionner en bois dans la Forêt de Chailluz. Nicolas de Flavigny, alors archevêque de Besançon, rappelle ses droits sur les bois de la ville auprès de l'évêque de Chalon qui ne tarde pas à lui donner raison, arrêtant ainsi le conflit pour un temps.
Après une lutte entre la ville et les armées impériales et leurs vassales, en 1290, Othon IV décide d'arrêter le conflit et de se soumettre, permettant aux Bisontins de faire reconnaître officiellement leur commune par l'Empire. C'est alors le commencement d'une nouvelle bataille entre les citoyens et l'archevêque. Le village de Bregille était à l'époque accessible par un ponton franchissant le Doubs, relié à la porte de Bregille et construit en 1398. On pouvait également traverser le Doubs par un bac, dont le péage revenait à l'archevêque. À Besançon, sous le régime communal, seuls les habitants intra muros sont reconnus comme citoyens de la ville et à ce titre exempts de toutes taxes, à l'instar de Saint-Ferjeux et de Valentin, alors que Bregille et Velotte sont sujets de l'archevêque.
En 1444, les Écorcheurs pénètrent en Franche-Comté, et s'approchent de la capitale comtoise fin mai de cette même année. Les communards décident alors de détruire une grande partie de Bregille et notamment l'ancienne abbaye Saint-Martin, afin d'éviter, selon eux, la dévastation inévitable du site par les Écorcheurs. S'ensuivent plusieurs nouveaux conflits entre des habitants de la ville et l'archevêque, ce dernier demandant réparation pour les pertes subies sur ses terres. Ce conflit aboutit à la mort de Bisontins qui voulaient s'insurger contre l'archevêque et à la ruine financière de la ville, qui ne peut réparer le préjudice subi. L'archevêque accepte alors que les clercs et les Brégillots ne payent leurs impôts qu'en 1457.

#### Le village de Saint-Ferjeux

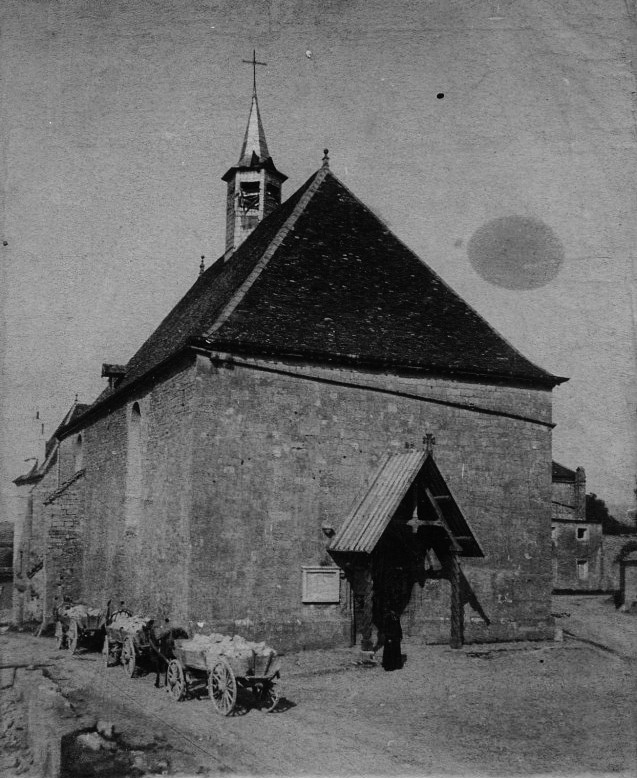
L'ancienne église de Saint-Ferjeux avant 1884.

Le village de Saint-Ferjeux est un secteur particulier par rapport à l'ecclésia de Besançon. En effet, selon la tradition, c'est sur ses terres que prêchèrent et moururent les deux fondateurs du christianisme franc-comtois, les martyrs Saint-Ferjeux et Ferréol. Ils furent suppliciés et assassinés en 212 avant d'être ramenés dans une grotte du secteur, où ils s'étaient installés pour prêcher l'évangile. La grotte où furent déposés leurs corps devint après leur mort un véritable sanctuaire. Mais entre 260 et 296, Vesontio est plusieurs fois envahie et pillée par des Barbares venus du Rhin et une grande partie de la population décide de fuir, abandonnant le sanctuaire des deux martyrs. En 355, la ville est presque entièrement dévastée, mais arrive à renaître de ses cendres. En 370, un officier chrétien chassant dans la campagne de Vesontio est amené à redécouvrir la grotte, et les cercueils des martyrs sont transférés dans le chœur de la cathédrale Saint-Jean peu après. La même année, l'évêque Aignan entreprend la construction d'une chapelle au-dessus de la grotte ; l'édifice est terminé par son successeur, Sylvestre, qui y fait ramener les dépouilles des martyrs. La voie qui relie la chapelle à la ville est nommée « chemin des Saints ». Afin de veiller sur le nouveau lieu saint, une communauté de clercs est établie. Grégoire de Tours rapporte au VIe siècle que le lieu est petit à petit devenu un lieu de pèlerinage. On vient de toute la France se recueillir sur la tombe des martyrs. Les deux évêques qui consacrent l'édifice se font eux aussi inhumer en ce lieu saint ; on retrouve leurs sarcophages en 1730 sous les dalles de la chapelle. Vers 1085, les clercs sont remplacés par les frères bénédictins qui dépendent de l'abbaye de Saint-Vincent. Cette dernière devint propriétaire de la « maison » de Saint-Ferjeux à la fin du XIIe siècle et en 1232 Pierre, seigneur d'Arguel, qui percevait la dîme des terres de Saint-Ferjeux, en fait don à l'abbé Saint-Vincent. En 1628, la guerre de Trente Ans fait rage en Franche-Comté, des troupes suédoises assiègent le village et incendient l'église. L'édifice n'est reconstruit qu'en 1659 à l'emplacement même où il avait été détruit, après divers débats dans le clergé sur le lieu de reconstruction. L'actuelle basilique Saint-Ferjeux est construite par Alfred Ducat à partir de la fin des années 1880 et achevée vers 1901.

#### Les autres secteurs
Dès le Ve siècle, un ermite du nom de saint Léonard loge dans une grotte située dans le secteur de la chapelle des Buis. Un ermitage où ont lieu des cérémonies religieuses et datant du XIIIe siècle est attesté, avant que la chapelle actuelle le remplace. Cette dernière, construite peu après la disparition de l'ermitage, fut détériorée en 1815, et restaurée puis agrandie à la fin du XIXe siècle. La troisième communauté religieuse de la ville semble être celle du quartier de Velotte, où la paroisse du même nom apparaît dans des textes à partir du milieu du XIe siècle. Au XVe siècle, le clergé acquiert les terres de Planoise ainsi qu'une partie de la colline éponyme. Il y a actuellement peu de renseignements sur les autres secteurs de la ville, excepté un lieu-dit du « Pater » dans le quartier des Chaprais.

### La Réforme

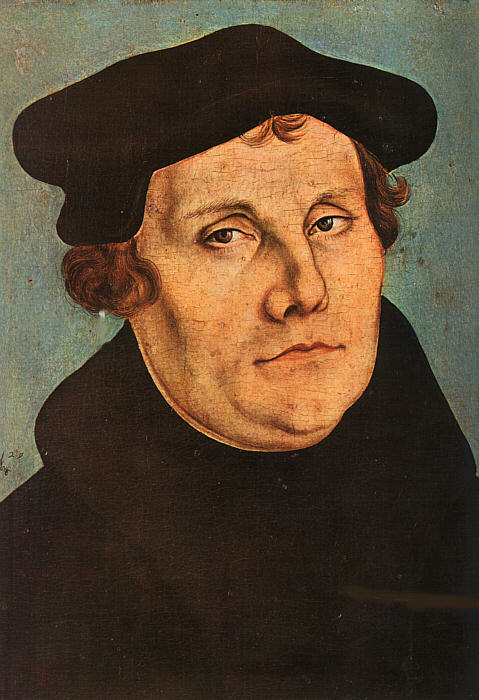
Martin Luther.

Le protestantisme apparaît dans la ville dès la fin des années 1530, lorsque des illustres membres de la Réforme viennent y prêcher les nouveaux dogmes hérétiques. La cité, profondément ancrée dans les traditions catholiques « classiques », devient néanmoins de plus en plus sensible à la nouvelle foi, notamment de par sa proximité avec la Principauté de Montbéliard et la Suisse, Territoires qui véhiculent ainsi facilement ces rites. Cependant les autorités, hostiles aux Protestants, parviennent à contenir le mouvement bien qu'avec difficulté, jusqu'à une terrible bataille qui oppose les deux clans en 1575, dont l'issue victorieuse de l'Église romaine fait que celle-ci reprend définitivement la main sur la région. Dès lors les Protestants ne sont plus les bienvenus, et doivent soit s'exiler sur des terres les accueillant, soit se confiner afin de ne pas être découverts.
Cette situation dure jusqu'à la Révolution française, qui reconnait cette religion et, également grâce à un nombre important d'immigrés suisses, fait renaitre la communauté bisontine. Elle prospère jusqu'à l'obtention d'un lieu de culte, le temple du Saint-Esprit, dont le service y est encore assuré aujourd'hui. En parallèle de l'aspect purement confessionnel, les Réformés s'organisent et s'intègrent à l'Église réformée de France, créant de nombreuses activités et événements intra et inter paroissiaux. Pourtant à Besançon, l'identité protestante apparait comme effacée, s'expliquant de par un contexte historique douloureux mais aussi par des aspects sociologiques particuliers. La population protestante dans la paroisse de Besançon était estimée à environ 2 000 personnes en 1999, preuve que malgré la discrétion encore actuelle, la congrégation est bien vivante.

### La Révolution française
La Constitution civile du clergé, adoptée le 12 juillet 1790 et ratifiée par le roi le 26 décembre 1790, transforme les membres du clergé en fonctionnaires salariés par l’État. Les membres du clergé séculier sont désormais élus et doivent prêter un serment de fidélité à la Nation, à la Loi et au Roi. Suivant une tradition gallicane bien ancrée dans une partie de la bourgeoisie, ainsi qu'une partie de l'héritage des Lumières favorable à la laïcisation de la société, les députés n'ont pas demandé au pape son avis sur les réformes du clergé catholique. Les premiers clercs commencent à prêter serment sans attendre l'avis du souverain pontife. Mais, dès mars 1791, le pape Pie VI condamne toutes ces réformes visant l’Église de France. La Constituante a divisé la population en deux camps antagonistes. On compte environ 65 % d’ecclésiastiques non jureurs ou réfractaires dans toute la France. À Besançon, une maison bourgeoise du centre-ville et une autre de la Chapelle des Buis accueillaient secrètement le culte. On estime qu'un tiers des 2 000 prêtres franc-comtois vont devenir jureurs tandis que les autres seraient réfractaires.

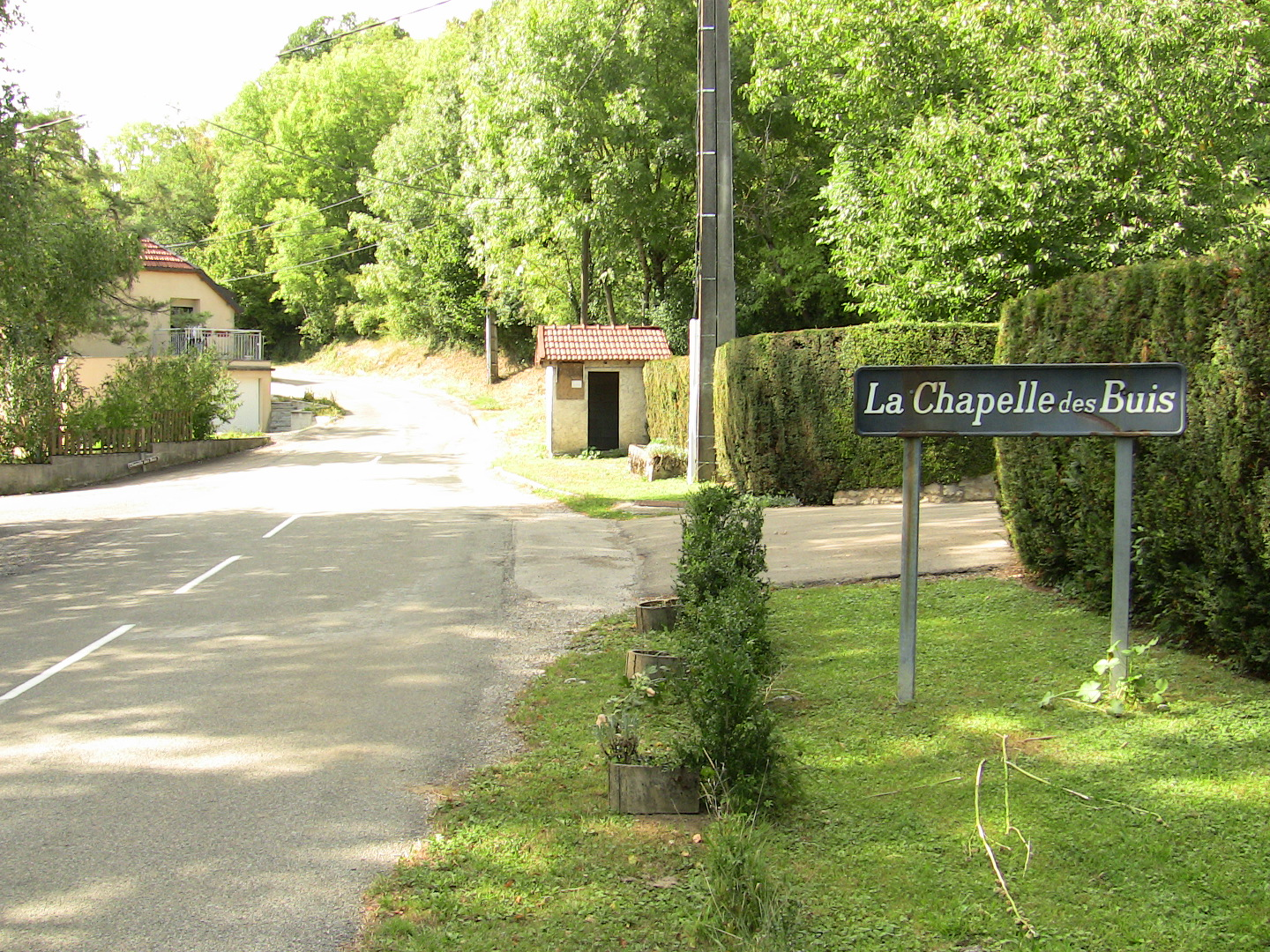
La Chapelle des Buis.

Plusieurs écrits nous renseignent sur cette sombre époque : « Déjà la Révolution commençait à frapper ses premiers coups en abaissant la puissance du roi et en outrageant le clergé. Déjà on pressentait qu'une catastrophe immense et terrible, une lutte acharnée de l'anarchie contre la société, de l'impiété contre la vertu allait arriver. On sentait que la philosophie impure du XVIIIe siècle allait porter ses fruits. La famille de Jean Baptiste en trembla, elle dont tous les membres auraient volontiers donné leur sang jusqu'à la dernière goutte pour la défense de son roi. Lorsque les églises furent fermées et que le culte fut prohibé, on vit alors le vieux Jean Baptiste, bravant l'échafaud et les infirmités de la vieillesse, âgé de 85 ans, aller chaque dimanche avec ses enfants à Besançon entendre pieusement la messe qui se disait secrètement dans une maison bourgeoise. Plus d'une fois cependant, ils eurent la consolation de l'entendre dans leur hameau où l'on avait disposé d'une chambre à cet effet. Un jour un prêtre intrus installé à Morre, leur paroisse, connaissant tout l'influence que sa famille pouvait lui donner à lui, vint en prier les membres de connaître son autorité, et d'assister à ses offices. Le vieux Jean Baptiste lui répondit sèchement qu'ils n'assisteraient jamais à la messe d'un schismatique. Le pauvre intrus s'en retourna fort désappointé. Dieu enfin, jetant les yeux sur la France, fit cesser la Révolution et renaître son culte et Jean Baptiste eut la consolation avant de mourir de voir les églises rendues à la piété du peuple. »

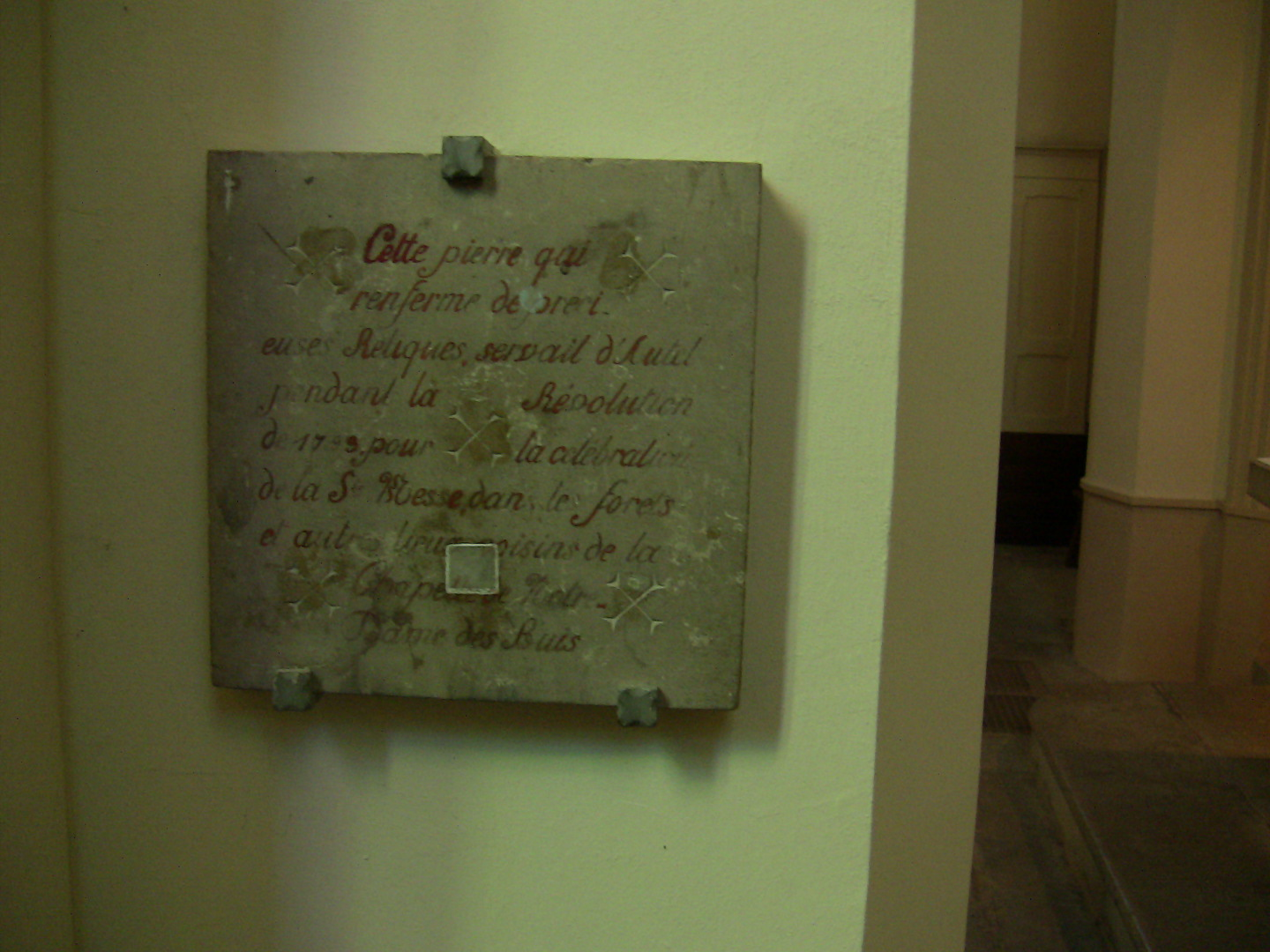
La plaque de la chapelle des Buis. Il est marqué Cette pierre qui renferme de précieuses reliques servait d'autel pendant la Révolution de 1793 pour la célébration de la Sainte Messe.

Dans le secteur de la Chapelle des Buis, devenu un véritable repaire de contre-révolutionnaires, deux familles, les Pinard et les Jeannin, étaient particulièrement connues d'après le livre de Gaston Coindre Mon vieux Besançon pour « la simplicité de leurs mœurs et la ferveur de leurs pratiques. On observait dans ces temps-là qu'en cet édifiant hameau, si les étrangers s'oubliaient en jurons ou blasphèmes, ils étaient repris par l'injonction sévère : ici on ne jure pas! » Toujours dans cet ouvrage, Constant Pinard évoque, en parlant du chef de famille des Jeannin : « Aussi, rien n'arrêtait son zèle, et prenant tout le temps que dura la terreur, il cacha les prêtres, s'exposant ainsi aux plus grands dangers et à la mort même pour la défense de sa foi. Une chambre servait de chapelle. On improvisait un autel et les saints mystères étaient célébrés. Les ornements et les vases sacrés étaient soigneusement cachés dans des armoires secrètes. Cependant, le mal augmentait encore et Jean Antoine Jeannin avait un oncle curé à Chemaudin qui fut arrêté pour être livré au bourreau. Conduit par la gendarmerie de Saint-Vit qui l'amenait à Besançon pour y être décapité, il fut arrêté en chemin par la population qui s'était levée en masse. Remplie de foi et aimant ses prêtres, elle conçut l'audacieux projet d'enlever celui-ci. Jean Antoine ayant été averti y courut en compagnie de Jean Joseph Pinard et de trois autres personnes de Fontain. Les gendarmes au nombre de dix, armés jusqu'aux dents, étaient décidés à se défendre vaillamment. Il s'agissait de l'enlever sans se laisser prendre ni tuer personne. Les paysans, au nombre de deux ou trois cents, sans armes, s'élancèrent en masse sur les gendarmes qui dégainèrent et coupèrent le bras au premier qui les arrêta, plusieurs autres furent blessés, mais le prêtre fut enlevé et alors chacun se sauva, sans qu'il fut possible aux gendarmes d'en arrêter un seul. Le lendemain, une batterie d'artillerie vint cerner le village de Chemaudin. On fit une expertise et on conduisit en prison tous les blessés, étant assurés qu'ils avaient appartenu à la troupe. Mais ils y restèrent peu de temps et une petite somme d'argent suffit pour les délivrer. »
L'existence d'un lieu de culte clandestin est confirmée par Gaston Coindre, se référant aux souvenirs de l'abbé Lambert, « ancien aumônier de la duchesse d'Orléans », qui fut accueilli dans « la maison hospitalière des Jeannin. » Il en dit : « C'est un refuge ouvert à tous les honnêtes malheureux... J'occupai une chambre souterraine et une salle contiguë me servait de chapelle... D'autres hôtes de distinction avaient trouvé sur la montagne un refuge et la sécurité en la patriarcale demeure des Jeannin, plusieurs religieuses eurent la joie d'assister à la messe des bons prêtres dans la crypte que la disposition du terrain a conservée. » Un descendant des Jeannin alors évêque missionnaire en Indochine (aujourd'hui Viêt Nam) écrit en 1936 qu'on lui montrait un local qui avait servi pour les célébrations clandestines. Une plaque en pierre, conservée dans la chapelle de Notre-Dame des Buis, prouve l'existence d'un autre lieu de culte caché dans le secteur. Constant Pinard fait référence à cette plaque à propos d'un curé de Fontain réfractaire : « On lui avait creusé une espèce de grotte dans une forêt à une demi-lieue du village et c'est là qu'il se cachait. On y entrait par une trappe recouverte de mousse. Un rocher voisin servait d'autel pour la célébration des saints mystères. » François Constant, le frère aîné de Constant, raconte plus précisément : « En partant de l'angle sud-ouest de la maison de  ferme Ruroye et en mesurant sur un plan incliné jusqu'au fossé de la forêt, une ligne d'environ cent soixante dix mètres, et, de là, prendre une ligne droite de quarante mètres en montant le bois, on arrive sûrement au rocher. » Actuellement, cette cache n'a toujours pas été retrouvée.

### Le christianisme bisontin à l'Époque contemporaine
L'Époque contemporaine apporte un grand changement avec le développement des deux autres religions abrahamiques : le judaïsme et l'islam à côté du christianisme.
Avant la Première Guerre mondiale, les seules autres communautés présentes significativement étaient la communauté juive de la ville ainsi que les protestants luthériens. À partir des années 1930, les mormons fondent une église dans la cité, puis arrivent après la Seconde Guerre mondiale les orthodoxes, les Témoins de Jéhovah, les protestants pentecôtistes et évangéliques. D'autres religions apparurent, comme l'islam à partir des années 1960, qui devient progressivement la seconde religion en France. Quant aux Juifs de la cité, peu nombreux avant la Seconde Guerre mondiale (environ 2 500 personnes sur 63 508 habitants, soit moins de 4 % de la population totale) ils ont massivement fui la répression antisémite, faisant presque disparaître la communauté à la fin des années 1940. À partir des années 1950, on enregistre pour la première fois une baisse du nombre de catholiques bisontins, tendance qui se confirme au niveau national.

#### La séparation de l'Église et de l'État

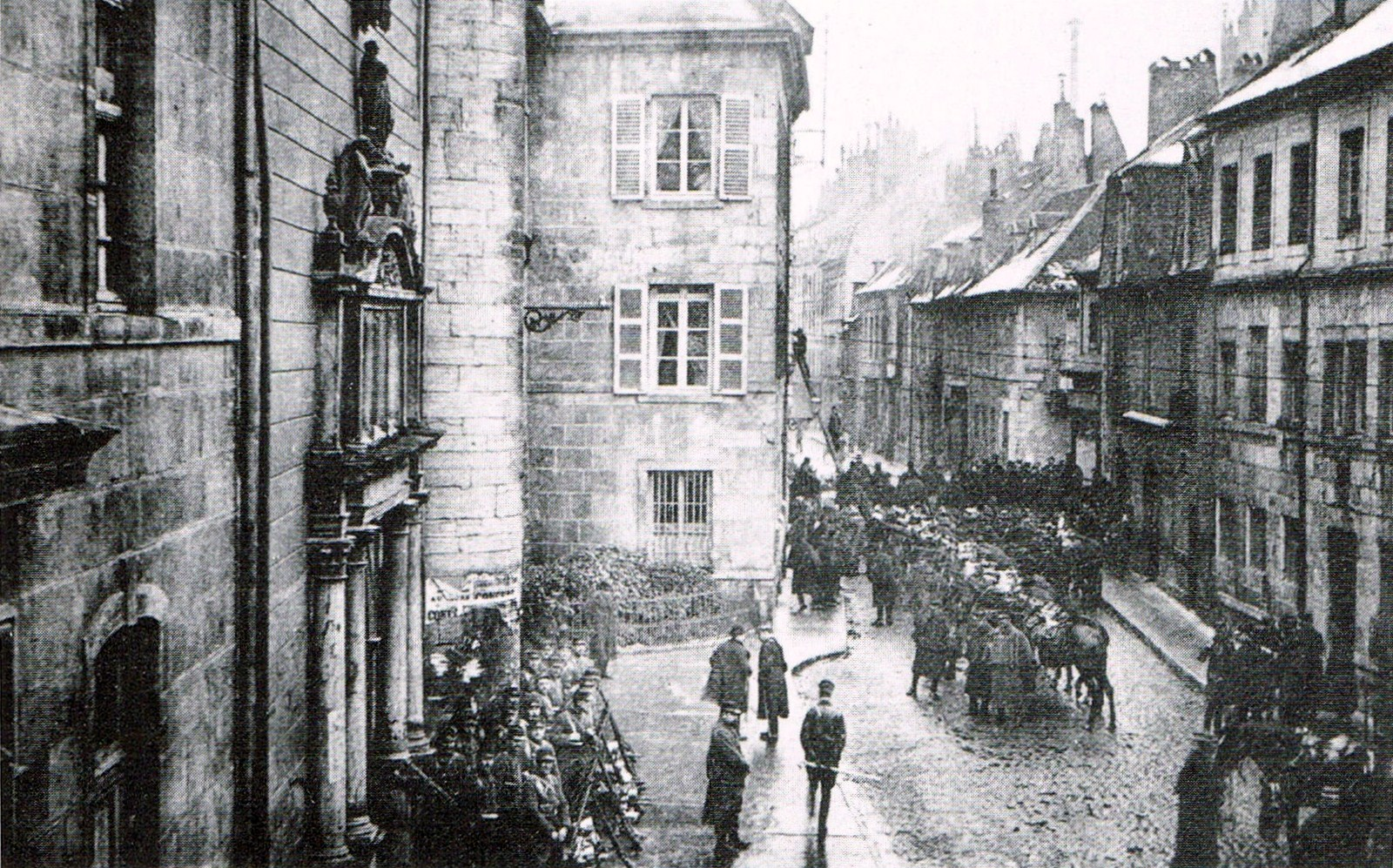
L'inventaire de l'église Notre-Dame, le 14 février 1906.

À partir de 1879, les républicains prennent le pouvoir et peu à peu une lutte s'ouvre entre le gouvernement et l'Église. À Besançon, les premières tensions se concrétisent en 1897, lorsque la chapelle Nord de l'église Saint-Pierre est détruite pour élargir la rue qui la longe. En effet, depuis le Concile de Trente, la capitale comtoise et le Doubs sont considérés comme un bastion du catholicisme face au protestantisme de Montbéliard et de Genève. Les habitants étaient alors de fervents défenseurs des traditions catholiques, et n'aimaient guère qu'on touche au clergé franc-comtois. En 1906, la lutte entre l'Église et les autorités civiles va atteindre son apogée, lors des différents inventaires qui furent établis dans les lieux de cultes. Le 23 janvier 1906, les principaux journaux bisontins annoncent que « les inventaires des biens des établissements supprimés par l'article 2 du 2 décembre dernier ont été commencés dans notre ville hier 22 courant. » Les premiers inventaires se font alors dans l'archevêché et Mgr Fulbert Petit, qui a d'abord fortement protesté, se retire finalement et laisse l'inspecteur de l'enregistrement Aubertin et l'adjoint au maire de la ville Grosjean avec son délégué procéder à l'inventaire. La synagogue de Besançon en présence du trésorier du consistoire le même jour, et le temple protestant de la ville le 29 janvier 1906 en présence du pasteur Cadix alors président du conseil presbytéral, de deux autres pasteurs et des trésoriers du diaconat sont eux aussi soumis à l'inventaire, et n'opposent aucune résistance.
Cependant, les réactions de la part de la population furent beaucoup plus moroses. Le 5 février 1906 un inventaire devait se tenir dans la cathédrale Saint-Jean, mais une immense foule attendait dans les rues adjacentes et au cœur même de la cathédrale. À neuf heures du matin M.Aubertin, l'inspecteur de l'enregistrement, arrivait près de l'édifice en compagnie de l'adjoint au maire Grosjean. Durand de Gevigney, alors président du conseil de fabrique, reçoit les deux hommes sur le perron de la cathédrale et leur adresse une protestation imité par Mgr Sallot de Brobèque puis par le vicaire général Burlet condamnant l'inventaire au nom de Dieu, de Jésus-Christ, du pape, de l'archevêque, du chapitre, du clergé, des bienfaiteurs de la cathédrale, des paroissiens, des générations passées, de la justice et du droit. M.Grosjean annonce ensuite son intention d'entrer dans la cathédrale, mais devant la foule qui semble devenir de plus en plus menaçante il préfère se retirer. Le maire de la ville, après avoir été prévenu de cet incident, décide de prendre des mesures lourdes : le même jour à midi, deux cents artilleurs à cheval avec tous les lieutenants et adjudants d'artillerie, deux compagnies d'infanterie ainsi que de nombreux gendarmes bouclent le périmètre de la cathédrale Saint-Jean avec des agents et des pompiers déjà sur place. En début d'après-midi, le commissaire central se présente à la porte latérale des bâtiments adjacents de la cathédrale situés place du Palais, et après trois sommations il fait abattre la porte par une section de génie à coups de hache.

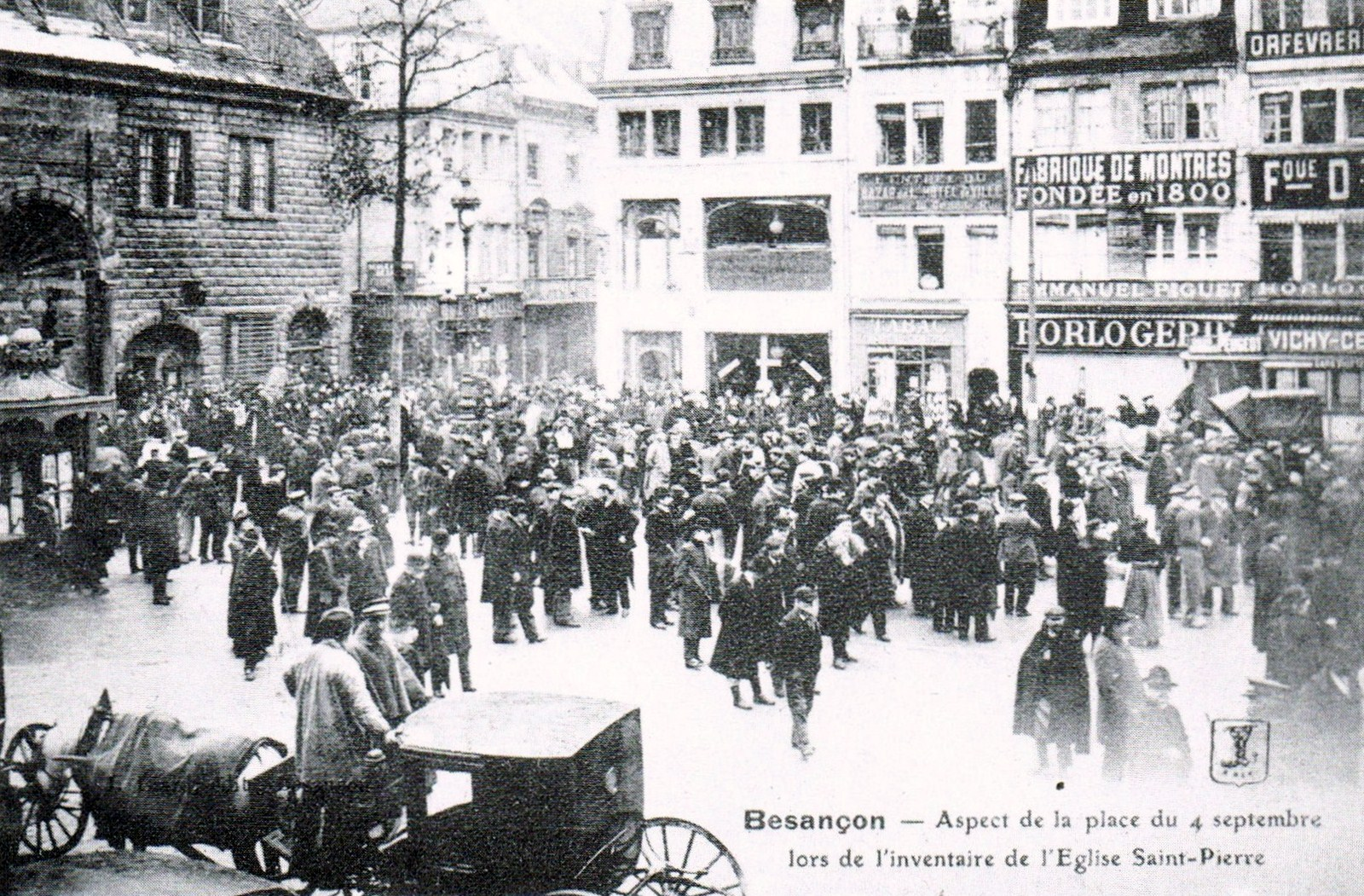
La tentative d'inventaire de l'église Saint-Pierre, le 14 février 1906.

Le groupe traverse une cour, enfonce la porte du couloir des chanoines avant d'abattre celle donnant accès au bas-côté nord, et l'inventaire commence. À l'extérieur de l'édifice, une énorme foule se forme appelée par les cloches de la cathédrale, et certains manifestants se déchaînent alors. Des coups fusent et l'émeute générale est évitée de peu, c'est alors que les rues deviennent noires de monde et que la manifestation gagne toute la ville. Dès le lendemain, la presse des deux camps se rejette mutuellement la faute des désordres, le journal Le Petit Comtois écrivant même que des prêtres armés de cannes plombées n'hésitaient à prendre part aux émeutes. Les jours qui suivirent plusieurs personnes passent en jugement correctionnel, et notamment Georges Mairot alors président de la jeunesse catholique de Franche-Comté qui sera condamné à six jours d'emprisonnement sans sursis pour outrage à un commissaire de police. Le 8 février 1906, l'inventaire se déroule dans l'église Saint-Maurice sans incidents, le curé ayant demandé aux fidèles de se soumettre. Puis le 9 février 1906, l'église Saint-François-Xavier subit à son tour un inventaire également sans incidents majeurs, les rues voisines ayant été bloquées et occupées par les troupes de gendarmerie dès cinq heures trente du matin. Les cours adjacentes du lycée Victor-Hugo furent même utilisées pour qu'on y installe des pompes à incendie pour repousser toute tentative d'assaut de la part de manifestants. Un grand nombre de spectateurs se pressent dans le calme, regardant avec attention les protestations du curé, jugées vigoureuses et violentes par les journaux Le petit Comtois et L'Éclair.
Le 14 février 1906 c'est au tour de l'église Notre-Dame d'accueillir l'inspecteur de l'enregistrement et ses collègues. Après que le génie a enfoncé une porte latérale, le curé décide d'ouvrir la sacristie, les coffres forts et les placards afin d'éviter toute casse inutile. La gendarmerie avait par précaution bouclé le secteur et barré la rue Mégevand des deux côtés. Durant la même journée, l'inventaire qui devait se dérouler dans l'église Saint-Pierre est reporté au lendemain, les fonctionnaires n'ayant pu entrer dans le bâtiment. Après que les protestations du curé et du conseil de fabrique ont été entendues le lendemain, on enfonce les portes de l'église jusqu'à pouvoir y entrer, et l'inventaire commence alors. Peu de monde se presse devant l'édifice, en raison de l'heure très matinale. Dans le même temps, Mgr Fulbert Petit adopte la stratégie de l'entente et de la coopération avec le gouvernement pour éviter tout nouveau conflit, position qui sera suivie par tout le clergé bisontin,. L'ecclésiastique crée alors des comités de défense et d'action religieuse, des écoles libres, encourage les mouvements laïcs catholiques avant de mourir le 6 décembre 1909. Ce chapitre de l'histoire de Besançon s'achève alors sans d'autres heurts, et la vie religieuse reprit normalement son cours dans la capitale comtoise.

#### Les deux guerres mondiales

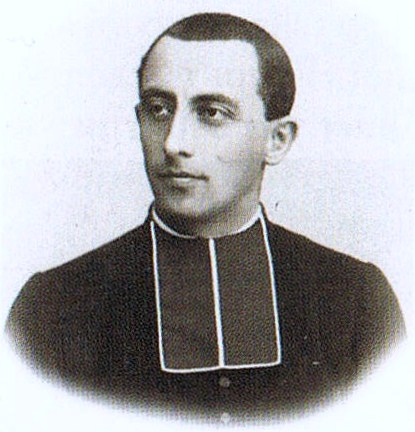
Le chanoine Hubert Mourot.

La Première Guerre mondiale ne concerna le diocèse de Besançon que de façon indirecte. Dès 1916, le chanoine Mourot s'inquiète de la santé des enfants orphelins et en difficulté, touchés par le fléau de la guerre, et il recherche alors un soutien pour créer une maison susceptible de les accueillir. Après plusieurs recherches de financement et d'un bâtiment pouvant accueillir des pensionnaires, les Salins de Bregille sont créés, et existent encore actuellement,.
Durant la Seconde Guerre mondiale, l'Église de Besançon est, comme partout en France, fortement perturbée mais pas interdite. De nombreuses personnalités religieuses ont pourtant été directement touchées, notamment des sœurs ou des prêtres. Sœur Marcelle Baverez, une religieuse et résistante française, née à Besançon (Doubs) le 8 mars 1899 fut déportée au camp de concentration pour femmes de Ravensbrück, où elle mourut le 1er novembre 1944. Elle avait sauvé de nombreuses personnes condamnées à mort à l'hôpital, aidé à l'évasion de plusieurs prisonniers de guerre, elle était également responsable d'un service de renseignements de la Résistance ainsi que d'un réseau de faux papiers. L'abbé Robert Bourgeois fut également un résistant mort pour la France qui a notamment, organisé très tôt la résistance intérieure face à l'occupation nazie dans la capitale comtoise et contribué à remonter le moral des habitants grâce à ses sermons.
Notre-Dame de la Libération est un lieu de culte catholique édifié au sein d'un ancien fort surplombant à près de 500 mètres  d'altitude la ville de Besançon (Doubs). Le monument fut consacré au lendemain de la Seconde Guerre mondiale par Mgr Maurice-Louis Dubourg, ce dernier ayant voulu bâtir un édifice si la capitale comtoise n'était pas ravagée par les bombardements. Par la suite, des plaques commémoratives tapissant les murs de l'édifice et rendant hommage aux diocésains ainsi qu'à l'ensemble des Bisontins morts pendant la Seconde Guerre mondiale furent ajoutées, de même qu'une statue monumentale de sept mètres de haut,
.

#### L'immigration et le christianisme
De tout temps, la capitale comtoise connut des vagues d'immigration plus ou moins fortes, le plus souvent en raison du besoin de main d'œuvre. À partir des années 1950, avec la reconstruction du pays au lendemain de la Seconde Guerre mondiale et l'expansion industrielle dans la capitale comtoise, de nombreux immigrés originaires de toute l'Europe, d'Afrique du Nord et d'Afrique subsaharienne et d'Asie arrivent à Besançon. Les Nord-Africains introduisent l'islam, et les asiatiques le bouddhisme, les Européens eux, sont en grande majorité de confession chrétienne. C'est ainsi des communautés chrétiennes  originaires de la péninsule Ibérique (Espagne et Portugal), de toute l'Italie et plus faiblement d'Europe de l'Est ont vu le jour dans la ville. 
Lors du recensement de 1936, l’année où la part d'étrangers est la plus forte dans la ville, on compte au total 3 212 étrangers pour une population de 56 491 habitants, soit environ 5,7 % de la population totale. Les Italiens, fervents chrétiens, représentent la plus grande communauté étrangère de la capitale comtoise avec 1 352 personnes, suivis des Suisses plutôt protestants, au nombre de 1 103, des Polonais qui sont environ 156 et des migrants d’autres nationalités en plus faible nombre. Ces nouvelles communautés ont apporté de la vitalité aux congrégations chrétiennes de Besançon des années 1950 à 1970, avant d'être touchées de plein fouet par la déchristianisation.

## Le christianisme bisontin auXXIesiècle

Logo de Prêtres academy.

Logo actuel de RCF Besançon.

Besançon compte au XXIe siècle de nombreuses communautés chrétiennes des trois branches du christianisme : catholique, orthodoxe et protestante.
Depuis 1991, la ville de Besançon compte une radio entièrement consacrée à la communauté chrétienne de la ville : la RCF Besançon. Il s'agit d'une radio associative située au numéro 18, de la rue Mégevand au cœur du quartier de La Boucle. Elle parle de la vie des Chrétiens et de la communauté de Besançon, et s'appelait à ses débuts Radio Horizon avant de faire partie du réseau des radios chrétiennes francophones et de devenir RCF Besançon. En plus de Besançon, la radio émet sur les villes de Belfort, Pontarlier, Vesoul ainsi que Maîche, et comptait en 2001 environ 50 000 auditeurs hebdomadaires.
Un sondage réalisé par l'Institut français d'opinion publique (IFOP) en 2007 pour La Vie révèle que 64 % des Français se disent catholiques, 27 % sans religion, 3 % musulmans, 2,1 % protestants et 0,6 % israélites. À Besançon, cette moyenne nationale est à peu près observée étant donné que le catholicisme est la première religion des Bisontins, l'islam la seconde et le judaïsme parmi les dernières. Pourtant la capitale comtoise connaît depuis quelques décennies, comme de nombreuses autres villes françaises et européennes, une diminution du taux de fréquentation de ses églises, et du nombre de fidèles au sein de sa communauté. Le diocèse a tenté de réagir, notamment en lançant une série de télé-réalité intitulée Prêtres Academy,. Cette émission est basée sur le principe de Star Academy, avec des épisodes sur la vie quotidienne de trois prêtres du diocèse de Besançon retransmis via Internet, mais avec un but tout autre : montrer au grand public que les prêtres et hommes d'Église sont des gens bien dans leur peau, vivant avec leur temps. Bien que l'émission ait reçu un large écho médiatique à ses débuts (notamment grâce à TF1), et que l'introduction ait été vue plus de 175 000 fois sur Dailymotion, les épisodes ont quant à eux été boudés, et largement moins visionnés par le public.

### Les communautés catholiques

#### Les six paroisses du doyenné

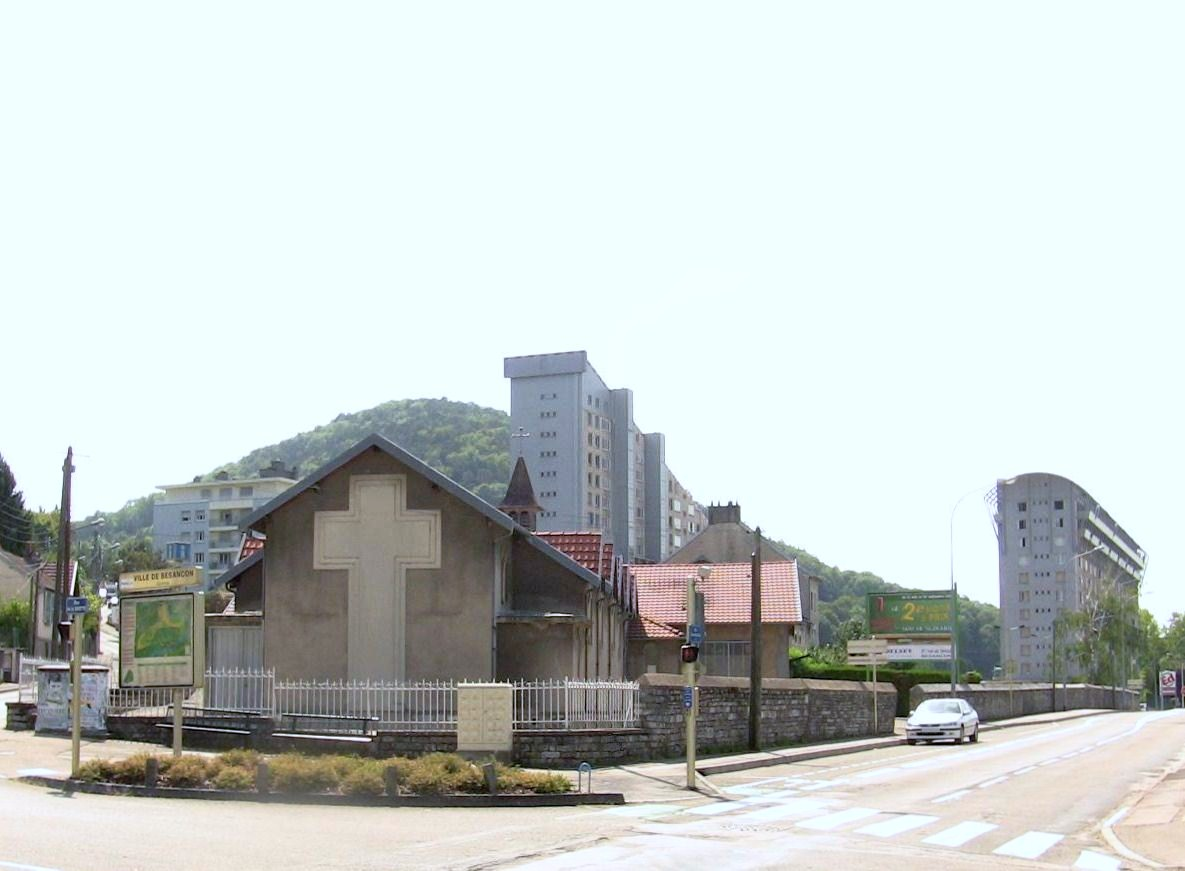
La chapelle Sainte-Thérèse.

Besançon est le siège de la province ecclésiastique de Besançon. Le doyenné de Besançon est rattaché à l'archidiocèse de Besançon. Il regroupe six paroisses : Saint-François d'Assise (Planoise), Saint-Ferréol (Tilleroyes, Grette-Butte, Velotte), Saint-Étienne  (La Boucle, Chapelle des Buis), Saint-Vincent  de Paul (Bregille, Vaites, Clairs-Soleils), Sainte-Jeanne-Antide (Palente-Orchamps) ainsi que Saint-Jean-Baptise (Saint-Claude, Campus, deux communautés de religieux (les frères des Écoles chrétiennes et la fraternité franciscaine de Notre-Dame des Buis) ainsi que dix-huit communautés de religieuses. Les traditionalistes, quant à eux, viennent d'acquérir la chapelle de la Visitation.

#### Les vingt congrégations religieuses
La Congrégation des Sœurs de la Sainte-Famille de Besançon, fondée en 1803 par Jeanne-Claude Jacoulet, existe toujours en 2010. C'est cette communauté qui a construit la chapelle Sainte-Thérèse et les écoles maternelle et primaire ainsi que le collège privé Sainte-Famille, et le lycée privé Sainte-Ursule situés dans le secteur des 408. Sa maison-mère se trouve à l'hôtel Bonvalot.
La communauté de la Roche d'Or fut fondée en 1950 dans le quartier de Velotte, à la demande de l'archevêque de Besançon, Mgr Maurice-Louis Dubourg. Cette petite communauté bisontine, qui fonctionne selon le principe des Foyers de Charité de Marthe Robin, accueille chaque année environ un millier de personnes, chrétiennes ou en recherche de foi, désirant découvrir ou redécouvrir le christianisme. Réputé dans toute la France, le foyer de la Roche d'Or dispose d'une chapelle, d'une bibliothèque religieuse et de plusieurs salles de prières.
Les « Sœurs de la Charité de Besançon » fondées à la fin du XVIIIe siècle par Jeanne-Antide Thouret, sont présentes en 2010 dans le monde entier pour aider les pauvres. Le 11 avril 1799 la religieuse fonda une petite école ainsi qu'une cantine au cœur de la capitale comtoise, avant de partir en 1810 pour l'Italie pour commencer d'autres fondations. Jeanne Antide Thouret fut béatifiée par le pape Pie XI le 23 mai 1926 puis canonisée le 14 janvier 1934.
Les autres communautés de religieuses sont les Sœurs de la retraite chrétienne, les Religieuses de la Divine Providence de Ribauvillé, les Sœurs du Saint-Cœur de Marie, les Sœurs missionnaires de Notre-Dame d'Afrique, les Sœurs de l'Alliance, les Sœurs de Jésus Serviteur, les Filles du Saint-Cœur de Marie, les Dominicaines missionnaires des campagnes, les Sœurs hospitalières du Sacré-Cœur de Jésus, les Sœurs  de Sainte Ursule de Dole, les Travailleuses  missionnaires, les Sœurs  du Monastère Sainte Claire, les Sœurs cisterciennes de l'Abbaye Notre-Dame de la Grâce-Dieu, les Dominicaines de Béthanie, les Bénédictines du Monastère de Nans sous Sainte Anne et les Carmélites  de Franche-Comté.

#### La communauté éducative
La ville de Besançon compte quelques établissements privés catholiques approuvés par le diocèse, comme le lycée professionnel privé Saint-Joseph situé dans le secteur de la Grette-Butte, l'institution Notre-Dame - Saint-Jean sous la tutelle des « Sœurs de la Charité de Besançon » située dans le secteur de Montrapon-Fontaine-Écu ou encore l'école maternelle, l'école primaire et le collège privé Saint-Famille ainsi que le lycée privé Sainte-Ursule situés dans le secteur des 408.

### Les communautés orthodoxes

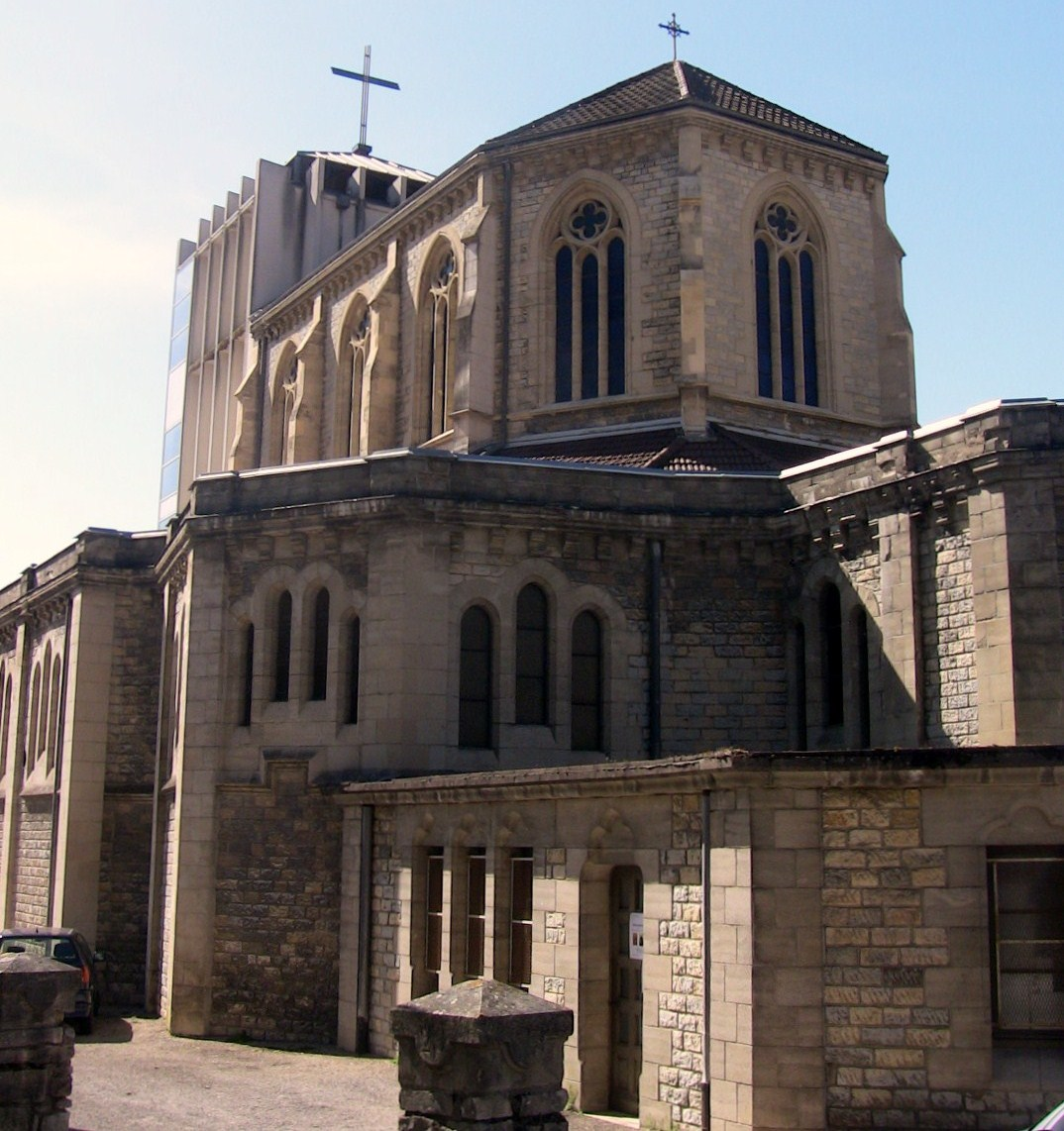
L'église Sainte-Jeanne-d'Arc, partie orthodoxe.

La ville de Besançon a vu se développer depuis 2006 une paroisse orthodoxe, disposant d'une église aménagée dans un local, situé à l'arrière de l'église Sainte-Jeanne-d'Arc de Bregille La communauté, placée sous la Protection de la Mère de Dieu et Saint Georges, est majoritairement franco-roumaine, mais comprend également des fidèles slaves, grecs et géorgiens. Les offices sont célébrés en français, quelques prières ou chants sont dits dans la langue des fidèles présents. Cette paroisse orthodoxe fait partie du Doyenné de France, au sein de la Métropole orthodoxe roumaine d'Europe occidentale et méridionale. 
Elle est l'une des trois églises orthodoxes de la ville.
Par ailleurs, l'église Saint-Vasilije Ostroski Cudotvorac située chemin des Quatrouillots dans le quartier de Saint-Claude,regroupe la communauté originaire de Serbie de culte orthodoxe serbe.L'église Saint-Étienne, rue du Grand Charmont dans le quartier Battant abrite une paroisse francophone, dépendant elle aussi du Patriarcat de Serbie

### Les communautés protestantes

#### Les réformés

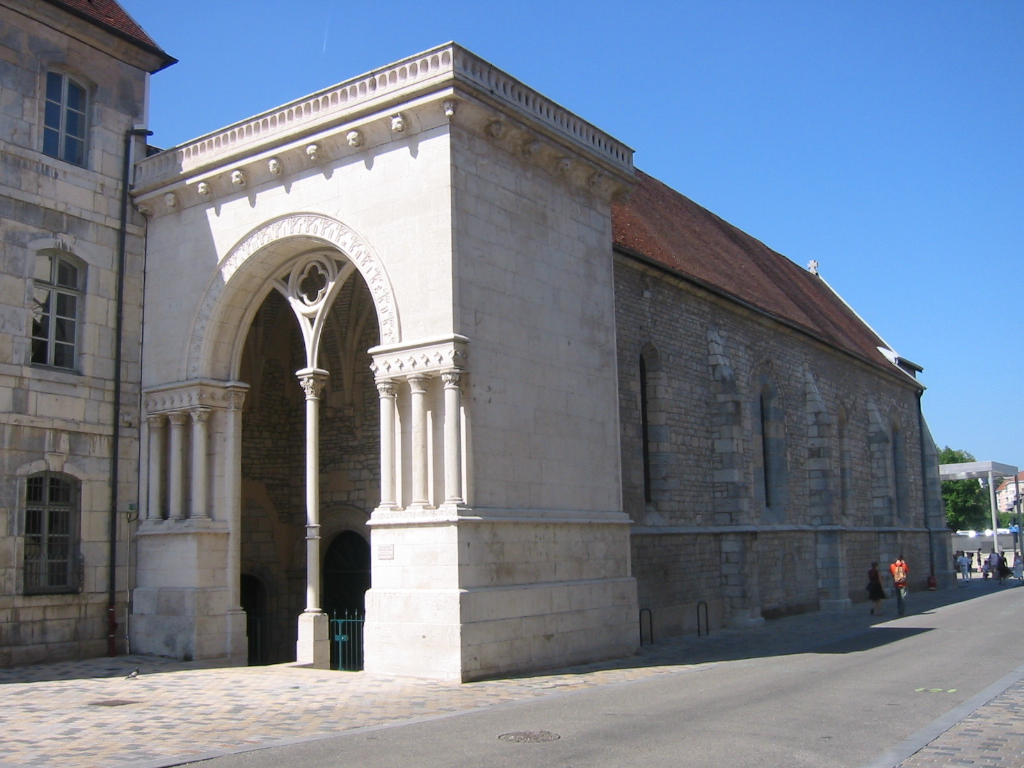
Le temple du Saint-Esprit.

Les protestants réformés de Besançon sont présents dans la ville depuis le XVIe siècle, mais leur communauté qui ne compte que quelques membres n'est pas reconnue. Il faudra attendre le début du XIXe siècle pour que des négociations soit entamées entre les protestants et la ville, et c'est le 6 janvier 1805, qu'ils acquièrent l'ancienne chapelle des Capucins, qui s’appelle temple de Chamars, comme lieu de culte.
Cependant, le bâtiment doit fermer ses portes et le dernier culte est célébré le 24 avril 1842, car la chapelle doit être réaffectée par la ville pour l’arsenal de l’artillerie. C'est ainsi que l’ancienne chapelle de l’hôpital des Hospitaliers du Saint-Esprit est proposée aux protestants de Besançon comme nouveau lieu de culte, après restauration de l'édifice par la ville. En 1842 la ville cède la chapelle, ainsi que la tour adjacente de l’ancien hôpital à la communauté protestante, et le 28 avril 1842, est célébrée la dédicace du temple du Saint-Esprit , 5 rue Goudimel,.
Une chapelle protestante de l'hospice, 132 rue de Belfort.

#### Les Évangéliques

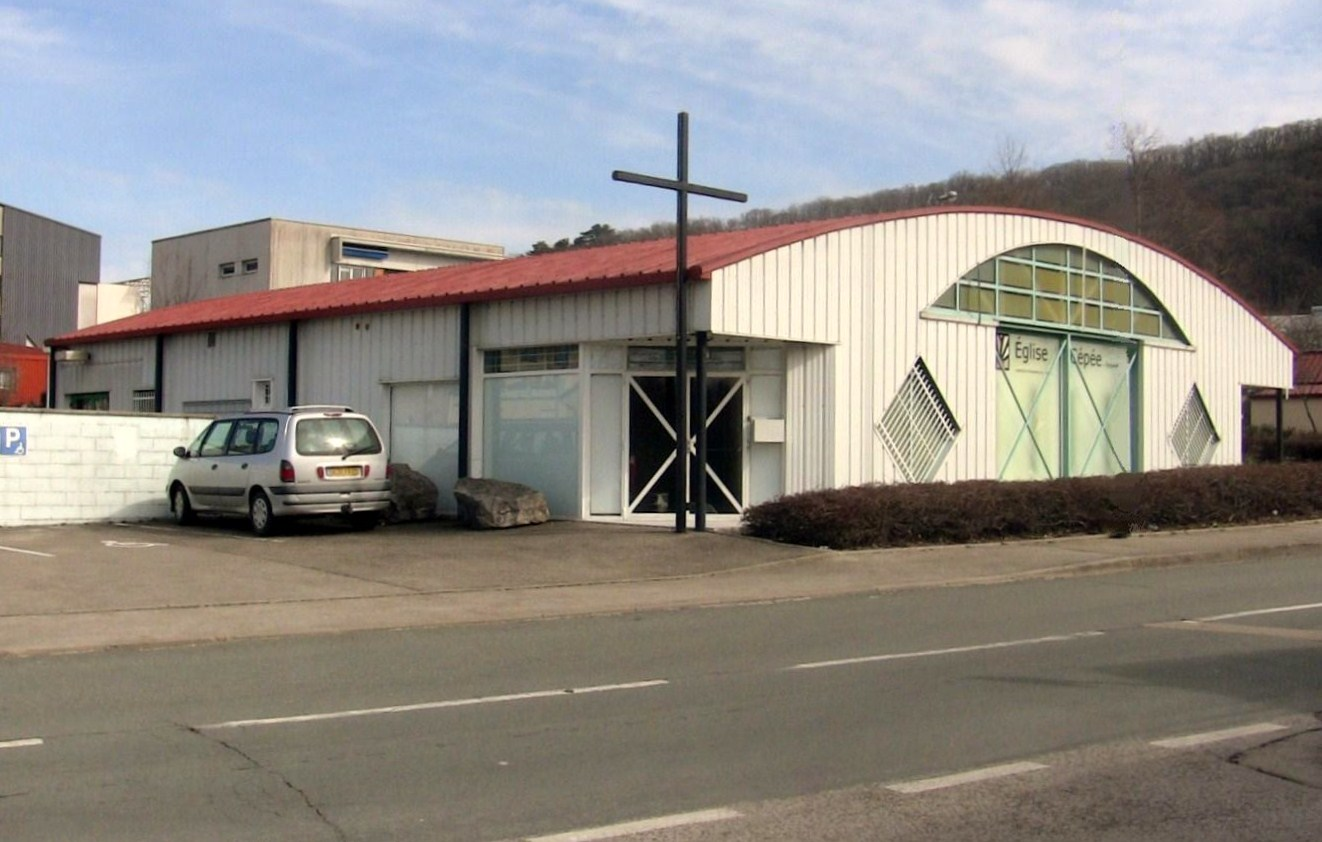
L'église Cépée.

La ville de Besançon compte deux grandes communautés évangéliques : la Pentecôte de Besançon, 4 rue Larmet, (environ 450 à 500 membres) et l'Église protestante évangélique CÉPÉE, 1 rue Blaise Pascal, (entre 50 et 100 membres). Il existe également sept autres groupes évangéliques, étant généralement de très petites structures : une antenne française des Assemblées de Dieu (pentecôtisme) située 124 rue de Belfort aux Orchamps,, une antenne des l'Assemblées de Frères (évangélisme) située rue de Beauregard aux Chaprais, une antenne de la Mission Timothée (évangélisme) située rue Georges Cuvier à la Grette,, une église évangélique baptiste (baptisme) située 175 rue de Belfort aux Orchamps, une église protestante évangélique indépendante (évangélisme) située rue Charles Fourier au centre-ville, une église protestante évangélique dite de la Bonne Nouvelle (évangélisme) située 13 rue Xavier Marmier à la Butte,, une église Assemblée Chrétienne située 11 rue Chopard, le Foyer Évangélique Universitaire (FEU) situé 49 rue des Granges, ainsi qu'une antenne de l'Église adventiste du septième jour (adventisme) située rue de Trey à Montrapon-Fontaine-Écu.

### Autres mouvances chrétiennes

#### L'Église de Jésus-Christ des Saints des Derniers Jours
Le 31 décembre 1929, Besançon fait partie des villes ouvertes à la prédication, et au début des années 1930, des missionnaires mormons , 3 boulevard Diderot, faisant partie du district de Suisse sont envoyés fonder des temples à Besançon. Bien que quelques difficultés apparaissent déjà en ces temps là, c'est l'avancée du nazisme et la seconde Guerre mondiale qui poussèrent les mormons à quitter massivement la France, pour y revenir après la fin de la guerre. Aujourd'hui il existe un centre du mormonisme franc-comtois situé boulevard Diderot dans le secteur des Chaprais, comptant environ 150 adeptes.

#### Les Témoins de Jéhovah

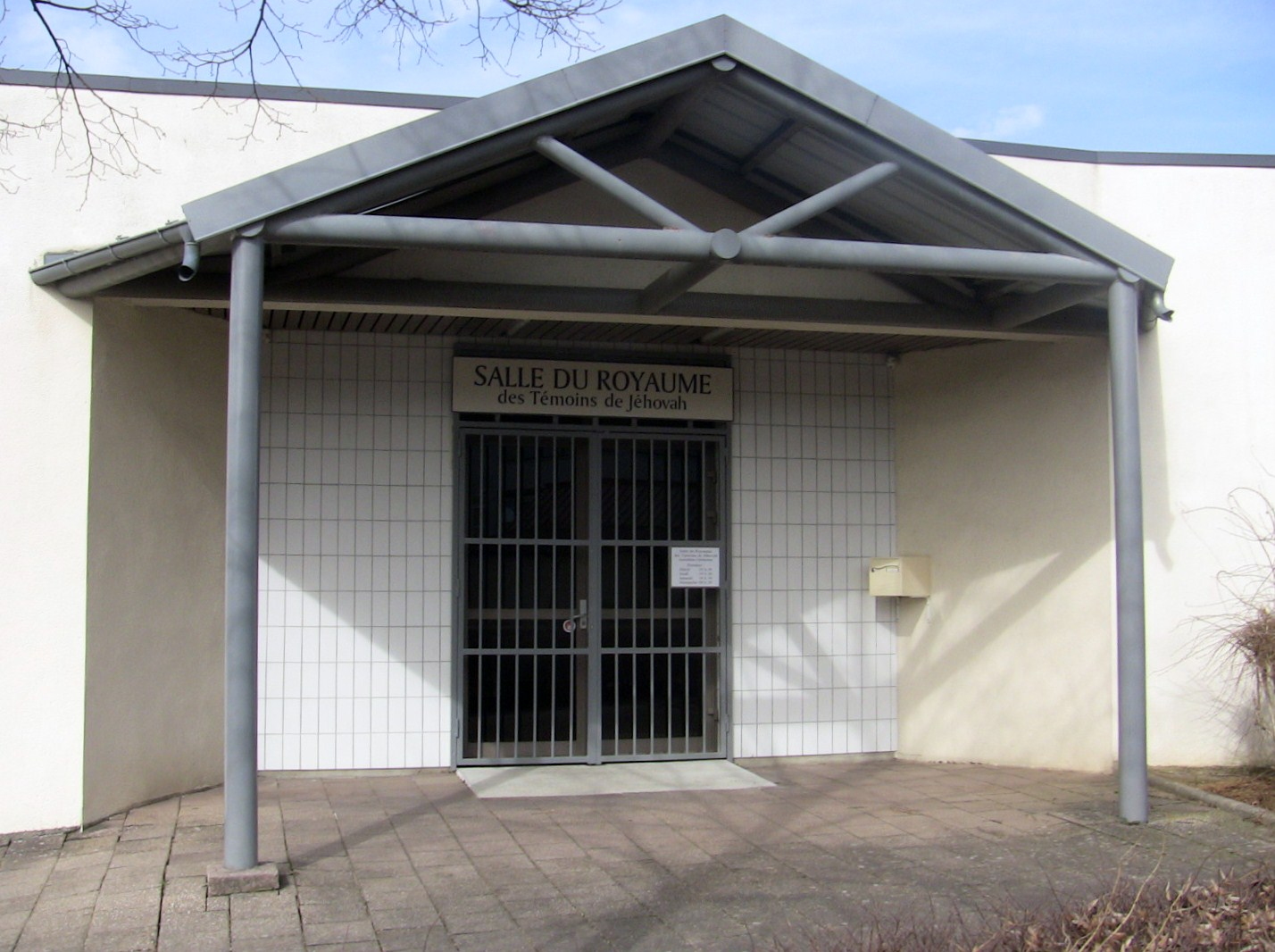
Salle du Royaume des Témoins de Jéhovah.

Depuis le début des années 2000, les Témoins de Jéhovah disposent d'un lieu de culte (salle du Royaume) situé rue Blaise-Pascal, au cœur du quartier de Planoise. Une anecdote rapporte qu'un ermite, ancien missionnaire Témoin de Jéhovah, surnommé l'ermite de la citadelle vivait dans le secteur de la Chapelle des Buis. Après qu'un incendie eut ravagé son ermitage, un incroyable élan de générosité de la part des Bisontins permit à cet homme de reprendre sa vie d'antan, ce dernier précisant lors d'une interview qu'il vivait en tant qu'ermite depuis déjà 16 ans.

## Les infrastructures et le mobilier religieux

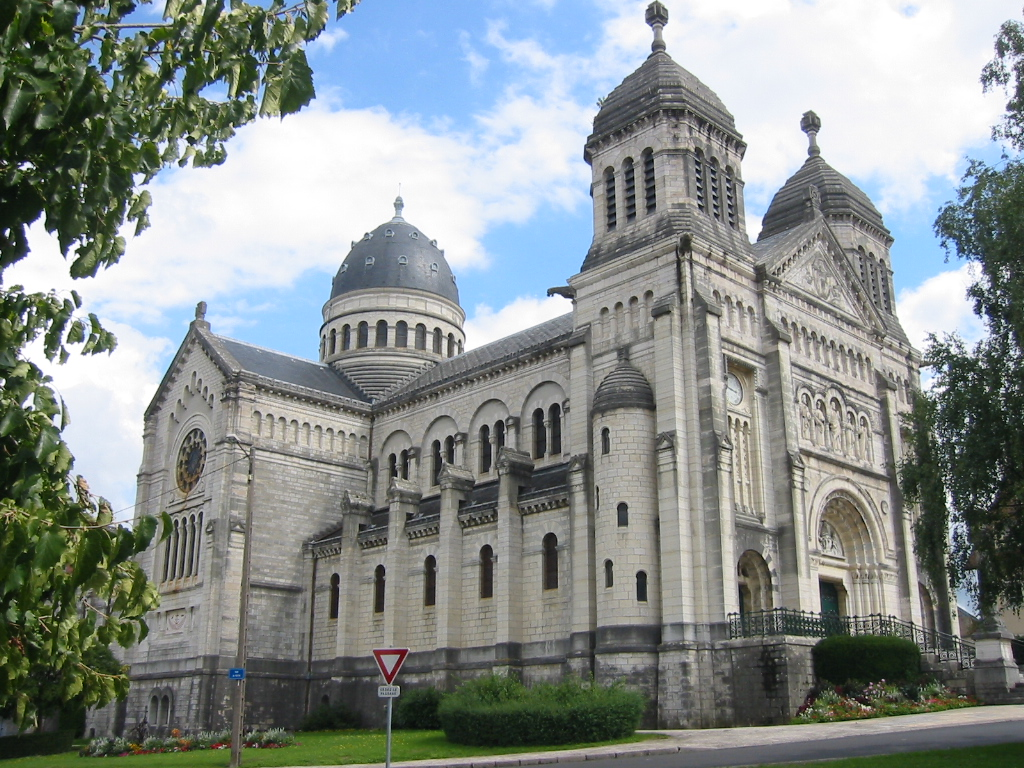
L'actuelle basilique Saint-Ferjeux.

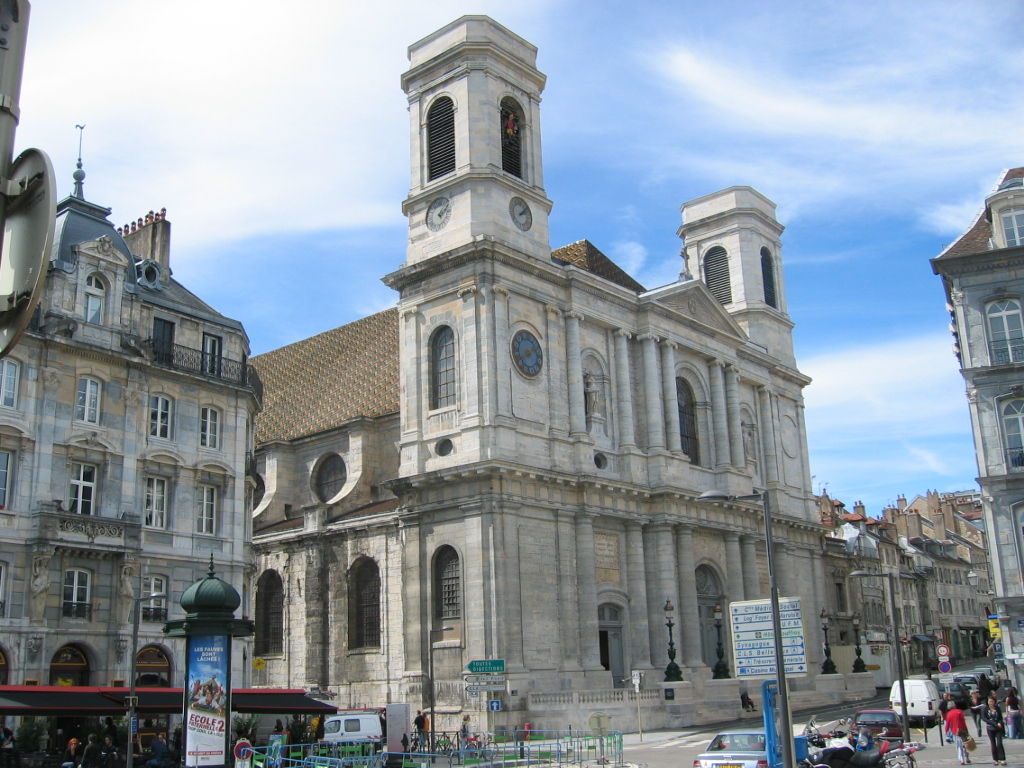
L'église Sainte-Madeleine.

La cathédrale Saint-Jean fut pendant un certain temps l'un des seuls édifices chrétiens de la ville, mais elle sera très vite rejointe par de nombreux autres lieux de culte. Le second d'entre eux semble être une église dédiée à saint Ferjeux et son frère saint Ferréol construite au-dessus de la grotte même où les deux saints reposaient, mais elle fut détruite pour permettre la construction de la basilique Saint-Ferjeux entre 1881 et 1901. Une église Saint-Quentin fut construite sur l'actuelle place Victor-Hugo vers 1040 avant de disparaître durant la Révolution française. De nombreux autres édifices furent également construits comme l'église Saint-Maurice et l'église Saint-Pierre au IVe siècle, l'abbaye Saint-Paul au VIIe siècle, l'église Notre-Dame entre 1080 et 1085 ou l'ermitage des Buis attesté au XIIIe siècle. La première église bisontine dédiée à saint Martin était jadis située dans le quartier de Bregille, et aurait été fondée dès le VIe siècle. Reconstruite à plusieurs reprises, elle fut définitivement détruite lors du siège de Besançon par l'armée du Liechtenstein, le 2 mai 1814. Le général Marulaz prit la décision très controversée de raser entièrement le quartier de Bregille ainsi que son église et son cimetière adjacent. L'actuelle église Saint-Martin fut construite à partir de 1821 sur les plans de l'architecte Lapret, sur le lieu-dit du « Pater », au cœur du quartier des Chaprais. Elle fut bâtie près du cimetière des Chaprais qui existait déjà auparavant, et fut dès lors nommée église Saint-Martin des Chaprais pour la différencier de l'ancienne église Saint-Martin de Bregille.
Entre le XIIIe siècle et le XVIIe siècle très peu de lieux de cultes furent construits, excepté le grand séminaire de Besançon de 1670 à 1695, l'église Saint-François-Xavier en 1680. L'église abbatiale des grands Carmes date du XVe siècle et l'église Saint-Étienne est certainement plus ancienne. Il faudra attendre le XVIIIe siècle pour que de nouveaux bâtiments voient le jour, notamment un grand nombre de chapelles dans le secteur de La Boucle. Des édifices tels que l'église Sainte-Madeleine ou l'église Saint-Hippolyte et certaines autres églises sont modifiées ou complètement reconstruites. La basilique Saint-Ferjeux est construite à la fin du XIXe siècle et l'église Sainte-Jeanne-d'Arc ainsi que l'église du Sacré-Cœur au début du XXe siècle. Avec l'expansion urbaine des années 1960, des chapelles et églises apparaissent dans les nouveaux quartiers, telles que l'église Saint-Paul des Clairs-Soleils (1965), l'église Notre-Dame du Foyer aux Cras et l'église Saint-Louis de Montrapon-Fontaine-Écu (1967) ou encore l'église Saint-François-d'Assise et l'église Cépée de Planoise (1972 et années 2000). Aujourd'hui Besançon compte une vingtaine d'églises encore en activité et une trentaine d'autres désaffectées ou détruites.

### Le patrimoine ornemental et artistique

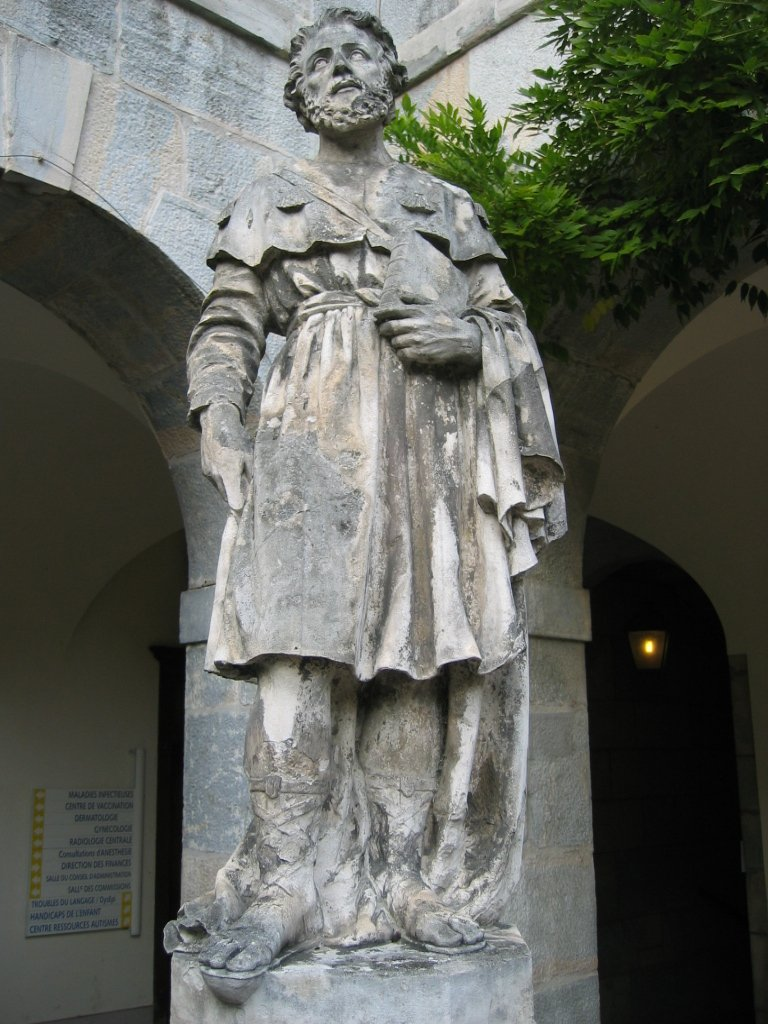
Statue de saint Jacques.

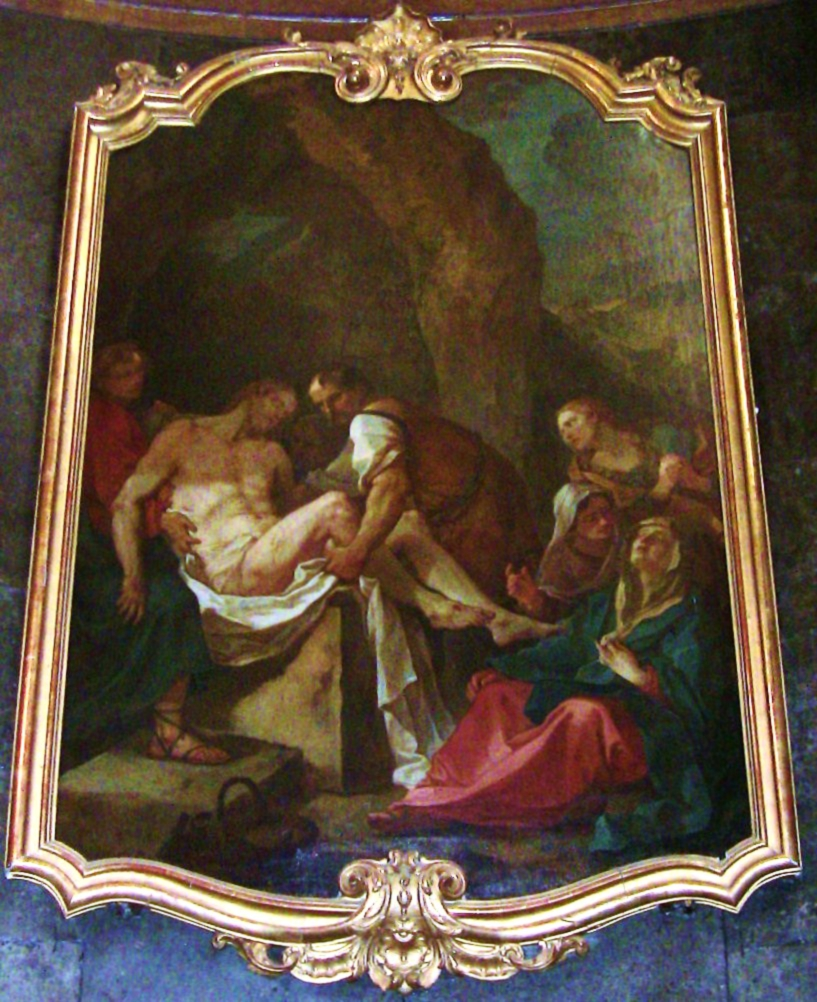
La Mise au tombeau.

Le patrimoine ornemental de Besançon est un témoignage pertinent de la forte foi chrétienne des habitants de la ville. En effet, un très grand nombre de rues et de bâtiments, particulièrement dans les quartiers de La Boucle et de Battant comportent des statues ou des gravures représentant une icône religieuse. Il n'est pas rare d'apercevoir la Vierge Marie, des anges, des saints ou bien des crucifix. On en trouve à Velotte notamment près du cimetière, le long de la rue de Dole, ainsi qu'au sein de certains édifices, comme la statue de saint Jacques au cœur de l'hôpital du même nom ou aux Salins de Bregille. Près du Temple du Saint-Esprit, on peut voir un chef-d'œuvre de la sculpture : un portail orné d'une allégorie sculptée représentant la charité sous les traits d'une mère accompagnée de ses enfants, réalisée par l'artiste Perrette. Sur la base de cette sculpture est gravé le psaume numéro 26 : « Si mon père et ma mère m'abandonnent, Yahvé me recueillera ». Outre les statues et gravures, il faut noter que la fontaine de Velotte est coiffée d'un crucifix.
Les principales églises de la ville regorgent d'œuvres exceptionnelles et notamment des tableaux. C'est ainsi que la cathédrale Saint-Jean conserve pas moins de 35 tableaux classés monuments historiques dont des chefs-d'œuvre des artistes Fra Bartolomeo, Jean-François de Troy, Charles-Joseph Natoire ou encore Charles André van Loo. D'autres tableaux remarquables sont aussi conservés dans l'église Sainte-Madeleine, comme La Sainte-Famille, Sainte Madeleine aux pieds du Christ, Sainte Philomène de Baudot, dans l'église Notre-Dame ou sont accrochées Notre-Dame Libératrice ou encore Sainte Philomène conduite au martyre et même dans la petite église Saint-Hippolyte de Velotte où l'on peut apercevoir trois toiles monumentales. Le musée des beaux-arts et d'archéologie conserve aussi quelques belles pièces, et notamment la prestigieuse toile La Déploration sur le Christ mort de Bronzino.

### Les clochers comtois

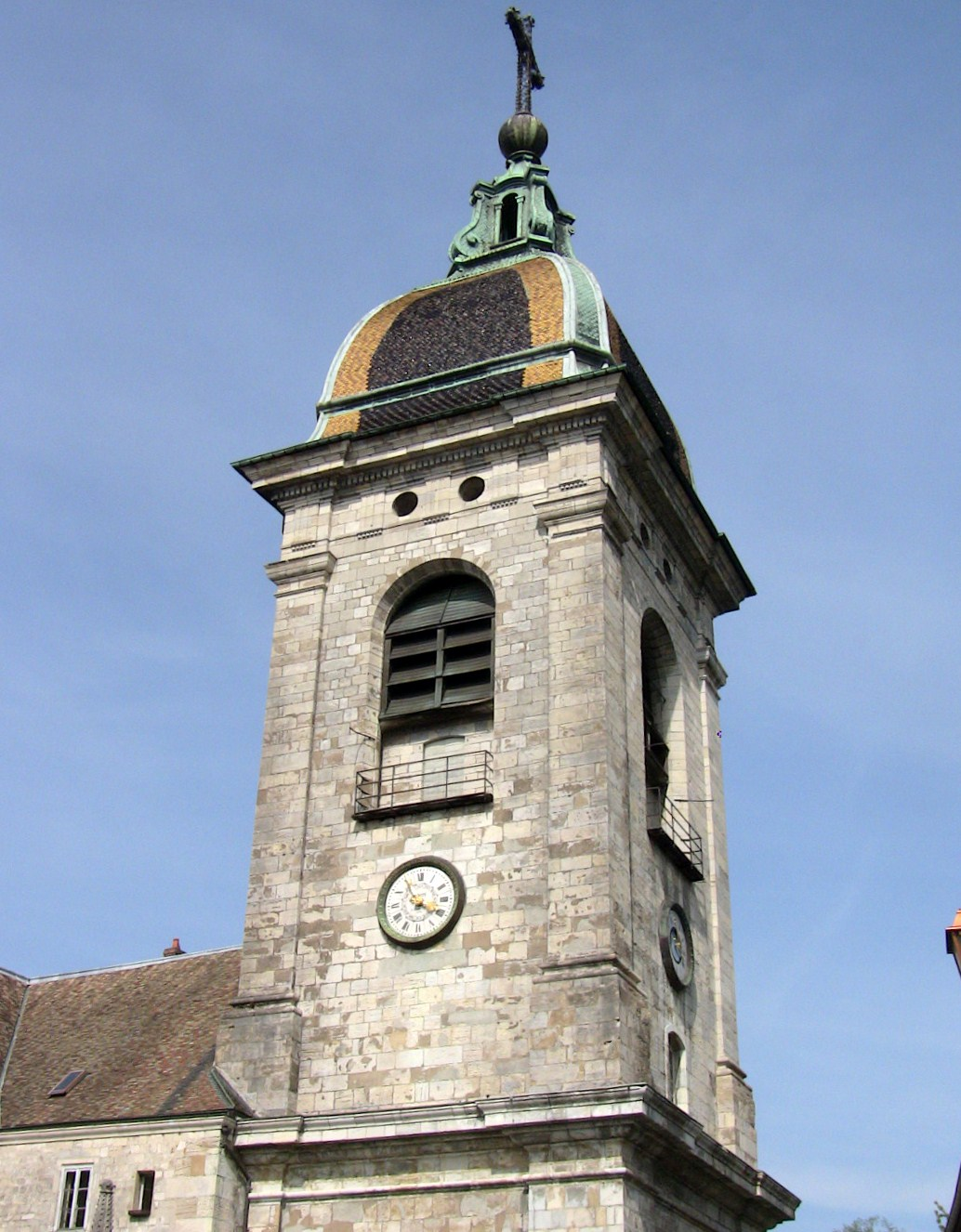
Clocher à dôme à impériale.

Cette forme dite à l'impériale a pour origine la ville de Florence en Italie aux XIVe siècle et XVe siècle. Son véritable essor en Franche-Comté fait suite à la guerre de Dix Ans pour pallier la destruction de bon nombre d'édifices religieux, et l'enthousiasme provoqué par sa forme originale en a fait un symbole de l'architecture religieuse de la région. Cependant, il n'y a que peu d'édifices religieux bisontins pourvus d'un tel clocher, seuls la cathédrale Saint-Jean ainsi que le palais Granvelle en comprennent un. Néanmoins la Franche-Comté compte pas moins de 655 clochers de ce type.

### Le Saint-Suaire
Le Saint-Suaire de Besançon présentait l'empreinte d'un homme nu, supplicié, de face. Le dos n'a pas laissé de trace.
Il est mentionné pour la première fois en 1523. Selon certains auteurs, il serait certainement ou peut-être une copie de celui de Turin, qui était dans la région entre 1418 et 1452. Selon une autre théorie, il s'agirait du suaire qu'Othon de la Roche aurait subtilisé au cours du sac de Constantinople et envoyé en 1208 à son père pour en faire don à l'église de Besançon. Il est cependant impossible que Pons, déjà mort en 1203, ait pu participer à ce transfert.
Il fut transféré en 1528 dans une chapelle de la cathédrale Saint-Étienne, puis fut transféré en 1669 dans la nouvelle cathédrale Saint-Jean. Le linceul fut l'objet d'un culte important au XVIIe siècle, période de guerres (guerre de Trente Ans, annexions et retraits de la France) et de peste. Lors de la capitulation de la ville devant les armées françaises en 1674, la seule condition posée fut de conserver cette relique. 
À la Révolution, le Saint-Suaire de Besançon est envoyé à Paris le 27 floréal an II, « avec le moule servant à renouveler l'empreinte chaque année », selon le procès-verbal de la Convention du 5 prairial an II, (Moniteur de 1794, page 557). Il est alors détruit. On en trouve une représentation sur les vitraux de la chapelle de Pérolles à Fribourg en Suisse, qui date de 1520. Sur le vitrail, les chanoines de Besançon, portant, par privilège la mitre épiscopale, tiennent le linge face à la foule. Le linge porte la double image, tout à fait semblable à celle du Suaire de Turin.

## Les fêtes et offices

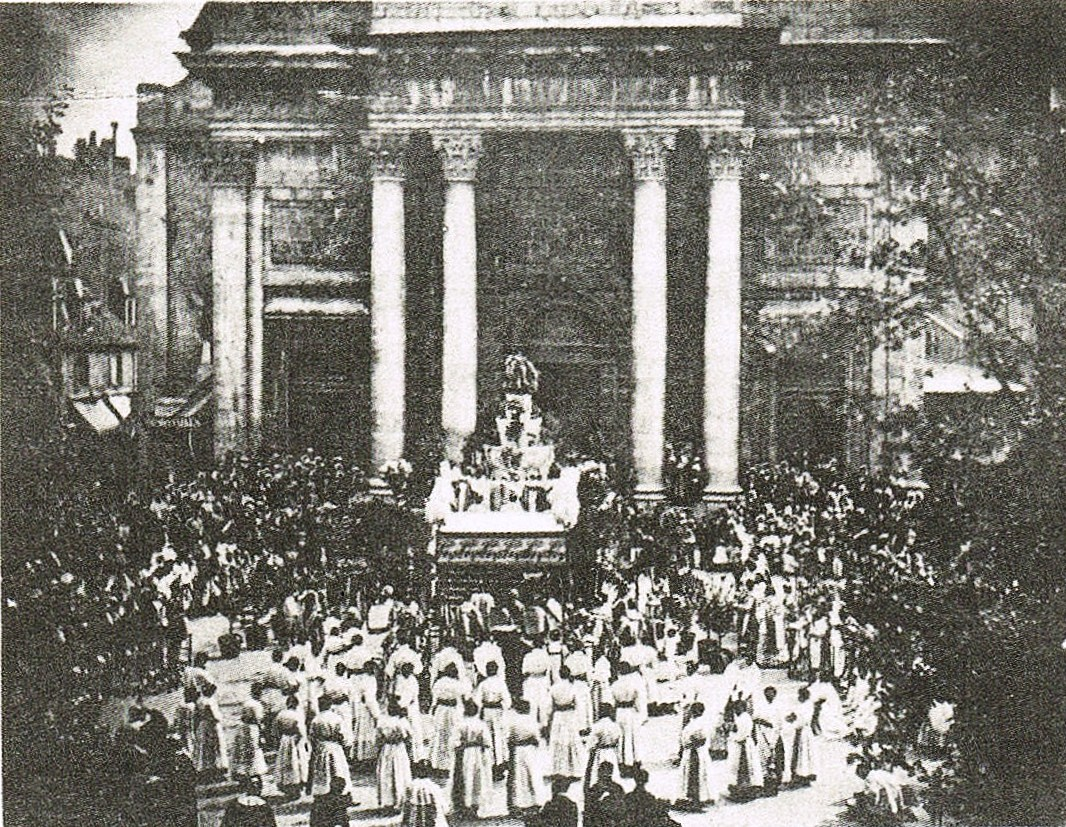
La procession de la Fête-Dieu, devant l'église Saint-Pierre de Besançon en 1863.

Les principales fêtes religieuses (Noël, Pâques, Ascension, Pentecôte et la Toussaint) ont toujours en général été particulièrement respectées dans la capitale comtoise, mais d'autres festivités, comme la fête-Dieu, remportaient auprès des Bisontins une ferveur sans égales. Charles Beauquier raconta dans son livre Traditions populaires, les mois en Franche-Comté datant de 1900 la procession de cette fête typiquement catholique :
« À Besançon, la procession générale comprenant le personnel et les bannières de toutes les paroisses, est un spectacle populaire qui attire les curieux de plusieurs lieues à la ronde. Quand le clergé et les fidèles quittent la cathédrale [Saint-Jean] située au sommet de la ville, la sortie est annoncée par le grondement du canon et par le carillon des cloches de toutes les églises. Le spectateur voit alors défiler de chaque côté de la grande rue une interminable théorie de prêtres avec leurs chasubles brodées d'or et de soie, avec des surplis blancs, de religieuses en costumes variés, de jeunes filles en fraîches toilettes, de fillettes en blanc, couronnées de roses et de bleuets, quelques-unes déguisées en Madeleines, les cheveux tombant dans le dos, ou en nonnes, des petits enfants costumés en cardinaux, en évêques, en capucins, quelques-uns à moitiés nus, avec une peau de mouton et une petite croix conduisant un agneau, figurant Saint-Jean Baptiste. Au milieu de la procession, sous un riche dais dont les notables de la ville se disputent l'honneur de tenir les cordons, s'avance lentement l'Archevêque, élevant dans ses mains le Saint Sacrement. En avant, tout une troupe d'enfants de chœur obéissant militairement au signal donné par un prêtre, faisant tomber une pluie de pétales de roses et manœuvrant habilement les encensoirs. Les magistrats, les professeurs en robe, les généraux, les officiers, les soldats de toutes armes suivent la procession. C'est un curieux spectacle que cette forêt mouvante de cierges et de fusils. À chaque reposoir la procession s'arrête, et des arches de l'autel l’archevêque donne sa bénédiction aux fidèles agenouillés. Dès que le cortège s'est éloigné, on voit les mères avec leurs petits enfants dans les bras se précipiter vers le reposoir et rouler consciencieusement le marmot sur l'autel, principalement à l'endroit où avait reposé le Saint-Sacrement. C'est un remède souverain pour la faiblesse des reins ; un préservatif général du reste, pour toutes les maladies. »
Un autre témoignage de Gaston Coindre, évoqué dans son livre Mon vieux Besançon de 1900 raconte une messe célébrée dans la cathédrale Saint-Jean :
« Avant l'heure, impatient, je me hâtais à belle place, au premier rang,. Les chantres entonnaient Tierce, sur un monde glorieux, presque inconnu dans nos paroisses, où il ne retentit qu'un ou deux fois l'an, à Complies. Au premier appel des cloches, la sacristie, haletante d'une figuration sans cesse accrue, chuchote ses apprêts : mousselines frissonnantes, chasubles éployés, brocards qui se brisent en plis rigides. Le cortège ne se formera qu'à la salle synodale ; par petits groupes, dès qu'ils sont revêtus, les officiants s'acheminent vers l'archevêché, se succédant, plus pressés à chaque sortie ; la surprise d'un ornement uniforme, aux pièces si nombreuses, m'émerveille. Les cloches, elles aussi, se rassemblent... Les sonneries isolées s'entraînent. Aux premières volées éparses se relient les plus grosses voix du beffroi... Quatre ou cinq cloches ont déjà pris le branle... et tout à coup, bôombante, la basse profonde du bourdon magnifie l'accord ; puis avec une légèreté d'arpèges, les timbres grêles des campagnes semblent, dans l'énorme tour, descendre de plus haut sur le clavier de bronze, y sopraniser les notes argentines d'un Alléluia. Toute la nef s'était mise à vibrer au diapason de l'airain, bercée par le grave et doux cantique de aïeules.
Du torrent des orgues jaillit une marche triomphale : sous la tribune s'ouvrent les battants et, remontant la nef, la procession s'avance. Des profondeurs de l'église apparaît la grande croix du chapitre, luisante entre les chandeliers et, derrière les trois clercs en surplis, l'interminable file des enfants de chœur du Grand Saint-Jean, des pieds à la tête tout rouges. Leur costume est exactement celui des miniatures gothiques : sur la robe de droite, fourrée de cygne, une sorte de camail qui s'épointe jusqu'aux talons en forme de châle. Seule une maîtrise pouvait recruter la cohorte disciplinée des choriaux, assidus à l'office ; quelques élèves des classes supérieurs avaient le privilège de la couleur violette. À la suite, leurs professeurs et les chapelains de la métropole en robes noires, fourrées de petits-gris. Puis, sept porteurs de cierges historiés (rapportés de Rome disait-on) : souvenir du chandelier à sept branches et des sept sceaux de l'Apocalypse. Dès lors le chiffre symbolique s'impose à la figuration : sep sous-diacres et sep diacres en dalmatique, sept prêtres en chasuble, et les chapiers revêtus d'un brocart somptueux, dont l'or s'allumait au feu des lustres. Haute sur les épaules des lévites qui portent le brancard de velours bleu, rayonne une image de vermeil, la Vierge votive du diocèse, présente aux grands jours. Elle a le sceptre, la couronne en tête ; et, à ses pieds, l'emblème de l'alliance céleste, un arc-en-ciel irisé de pierres précieuses. Les porteurs d'insignes, en groupe : encensoir et navette, le bougeoir, l'antiphonaire, le grémial, la mitre, la croix archiépiscopale et la crosse. Les grands dignitaires, en simarre violette fourrée de blanc...
Enfin le prélat, auréolé d'une calotte écarlate, la face auguste sur le manteau d'hermine drapé de pourpre, si ample qu'à cinq pas s'espace la caudataire - jeune clerc étriqué d'un surcot de guipures -, et le valet de chambre qui clôt la marche avec les bedeaux bizarres de notre diocèse, aux lourdes robes de draps rouges bardées de velours noir. Le cortège a franchi les dernières marches du sanctuaire : les sept chandeliers alignés sur la crédence, la Madone à son piédestal, le clergé prend ses places dans un ordre solennel et précis. Après un agenouillement profond, commence au Trône la cérémonie de vêture. Dépouillée de la cape, n'ayant conservé sur la soutane rouge que son rochet, l'archevêque revêt l'amict - l'aube de dentelles - et, privilège pontifical, deux tuniques de soie à courtes épaulières, blanches ou cramoisie selon la rubrique, tantôt alternées - une large ceinture de moire blanche les serres à la taille -, l'étole croisée, le manipule au bras gauche. la Chasuble, dextrement présentée par les servants, retombe sur ce parement compliqué dont lesmoindres pièces sont symboliques. Enfin la croix pectorale sur la poitrine, l'anneau au doigt, mitre en tête et crosse en main, Monseigneur Mathieu descendait les arches de pourpre où ses mules de santin blanc brodées d'or évoquaient, comme en un sacre, la majesté du pas royal. J'avais alors le sentiment d'une glorification immense. »

## Les archevêques et autres grandes figures

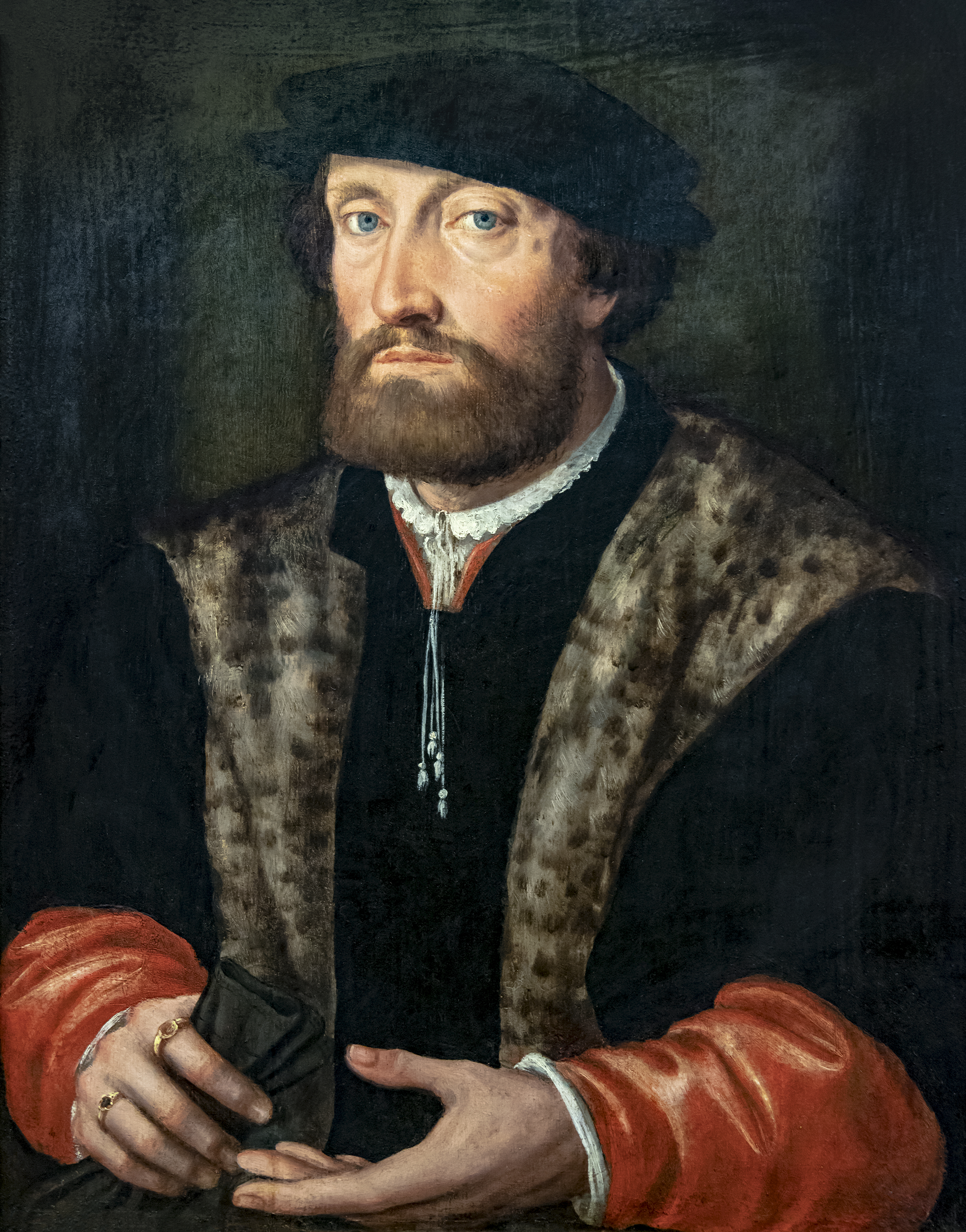
Le cardinal Antoine Perrenot de Granvelle

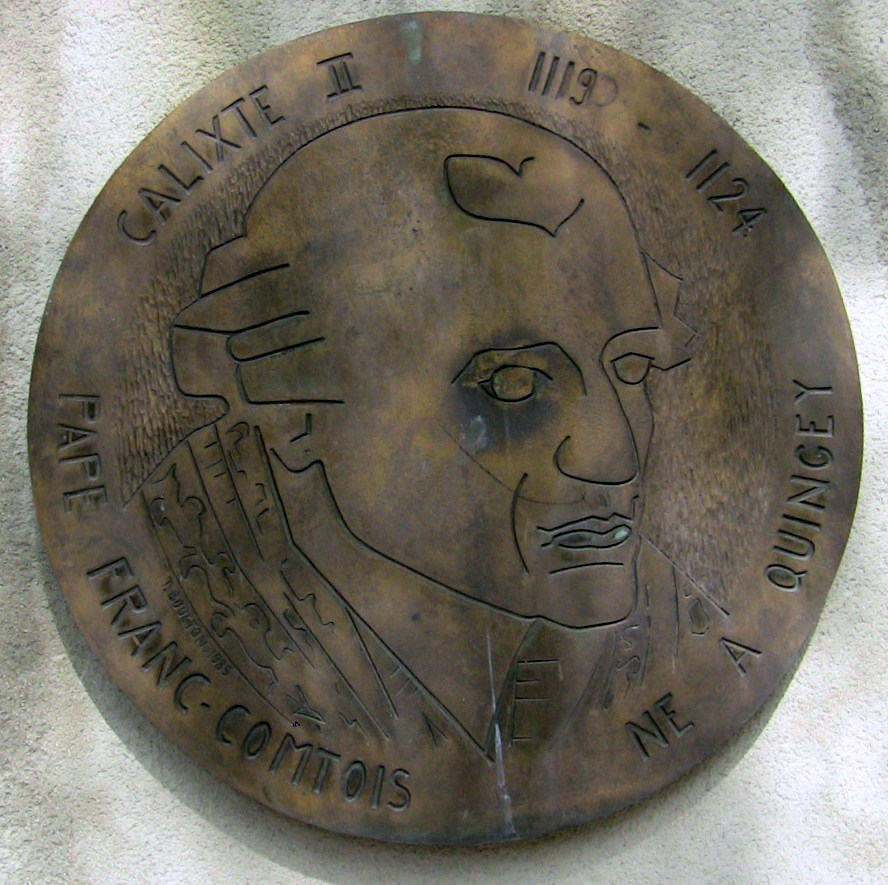
Plaque de Calixte II près de la cathédrale Saint-Jean.

Le premier évêque connu de la ville est attesté en 346 : il s'agit de Pancharius, qu'un catalogue épiscopal nomme en sixième place, situant le premier évêque de Besançon, Linus, vers le milieu du IIIe siècle. De nombreux autres archevêques ont suivi, dont les plus célèbres sont Claude de Besançon, Donat de Besançon, Mgr Bernoin, Hugues Ier de Salins, le cardinal Antoine Perrenot de Granvelle, Guillaume-Valentin Dubourg, ainsi que le cardinal Charles-Henri-Joseph Binet, sans oublier le pape Calixte II né à Quingey en 1124 qui fut archevêque de la ville et fervent défenseur du chapitre de Saint-Jean ou saint Gerland d'Agrigente natif de la ville et évêque d'Agrigente en 1088. François Bonvalot est un religieux du XVIe siècle qui fut notamment administrateur du diocèce de Besançon. L'archidiacre de Besançon et humaniste de la Renaissance Ferry Carondelet, occupa de hautes fonctions auprès du pape Jules II et au service de Marguerite d'Autriche. Ce fut grâce à l'abbé Jean-Baptiste Boisot que la bibliothèque municipale de la ville acquit plusieurs collections particulières remarquables de l'abbaye Saint-Vincent, en 1694.
Claude-Adrien Nonnotte (né à Besançon le 29 juillet 1711 et décédé dans la même ville le 3 septembre 1793) était un jésuite, fervent opposant de Voltaire, la sœur Marcelle Baverez et l'abbé Robert Bourgeois, deux résistants morts en déportation. L'actuel archevêque de la ville est André Lacrampe, en fonction depuis le 13 juin 2003. L'abbé Jean Garneret (1907-2002) né à Clerval dans le Doubs est un écrivain-philosophe ayant fait ses études religieuses au Grand séminaire de Besançon. Enfin, il y a également Saint Joseph Marchand et Étienne-Théodore Cuenot, missionnaires au Viêt Nam.

## Compléments